# Música de la dècada del 1960

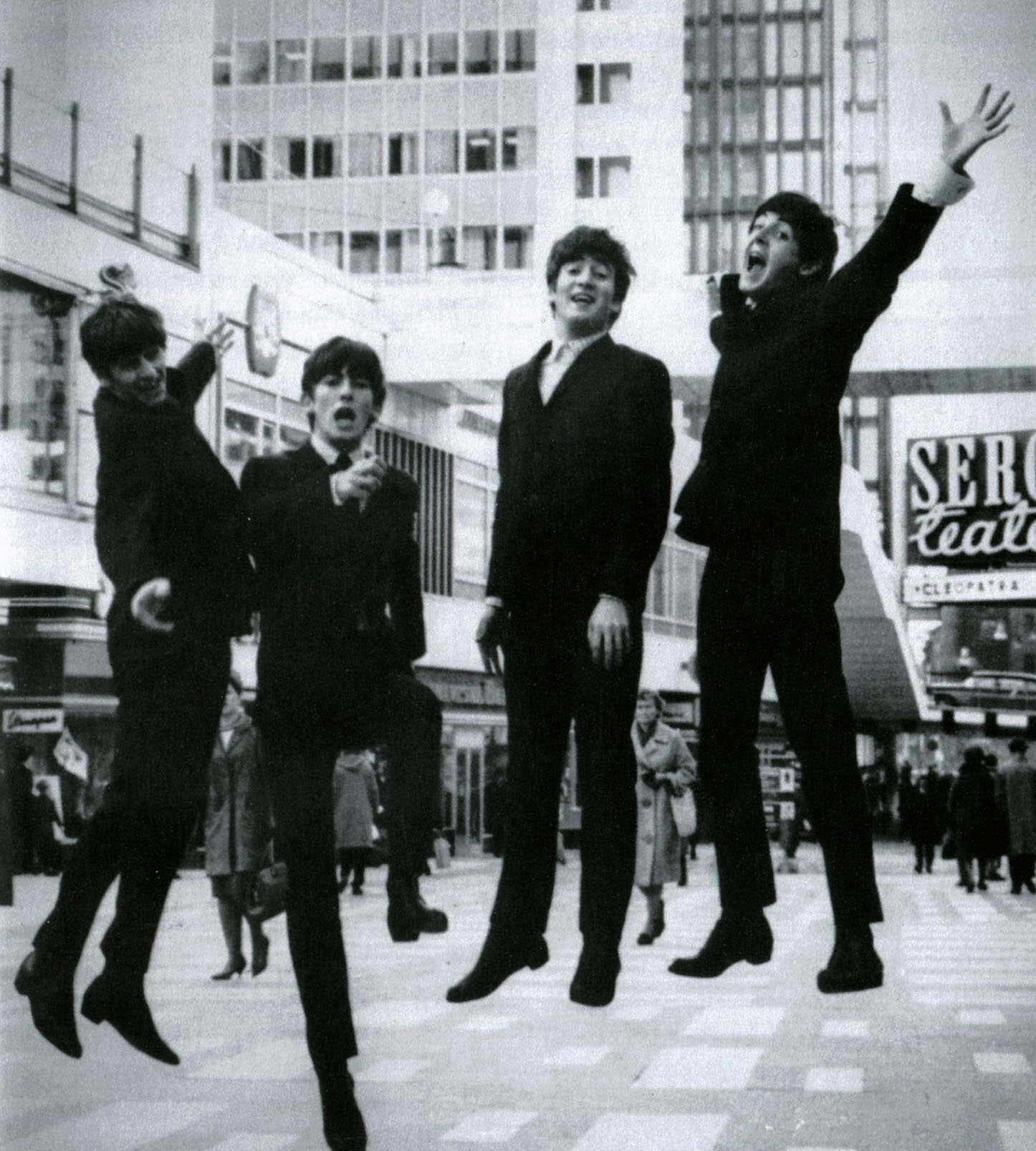
The Beatles. Hötorgscity a Estocolm, 1963

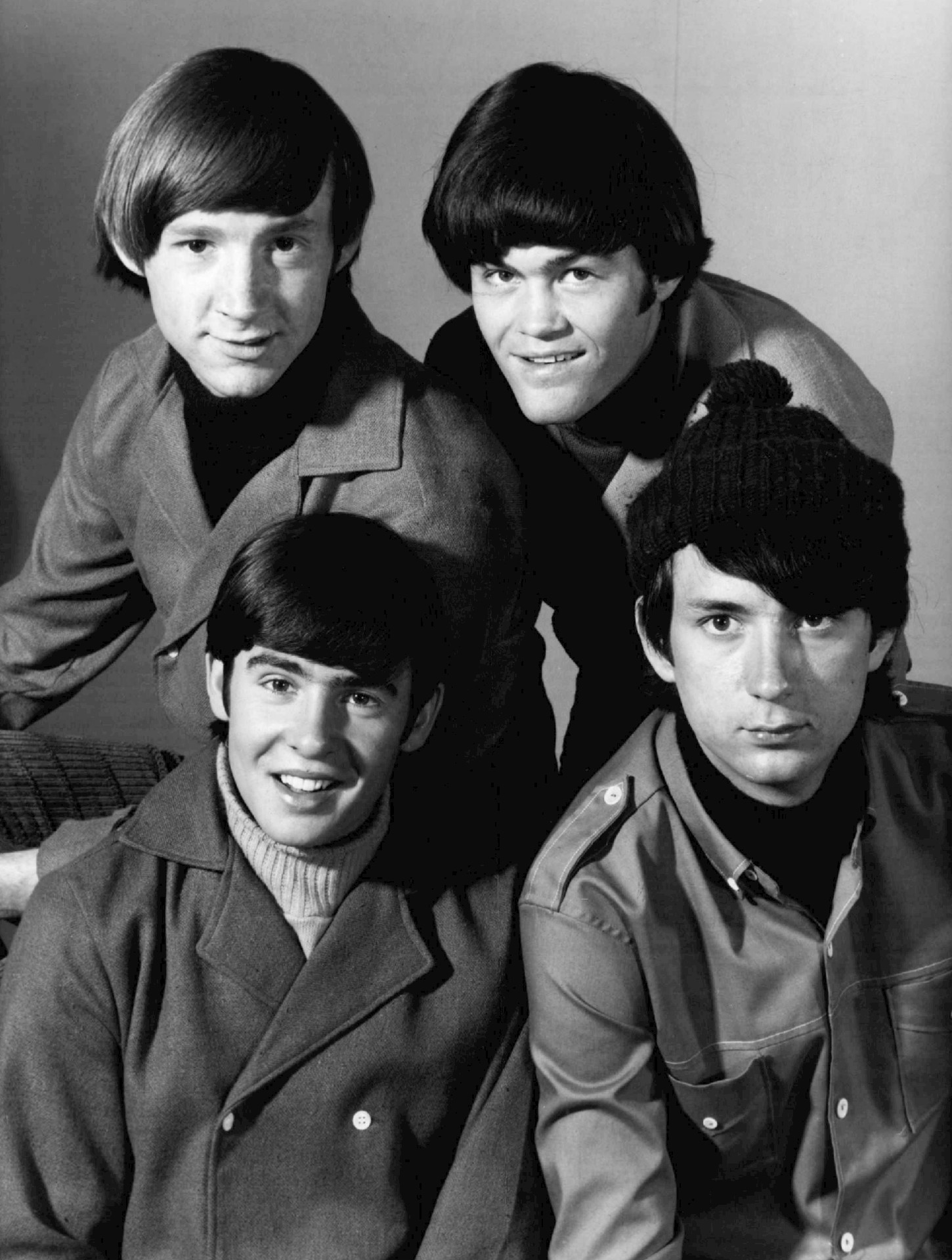
The Monkees, banda popular dels EUA

Al Occident, la dècada del 1960 va ser especialment revolucionària pel que fa a la música popular, ja que va veure l'evolució del rock. A principis dels anys seixanta, el pop i el rock and roll dels anys cinquanta van continuar amb cert vigor; no obstant això, el rock and roll de la dècada anterior va començar a fusionar-se en una variant més eclèctica i internacional.
A principis dels anys seixanta, el rock and roll en estat pur va ser progressivament superat pel pop-rock, el beat, el rock psicodèlic, el blues rock i el folk rock, que havien crescut en popularitat. La barreja del country, folk i rock va generar una generació de cantants populars que van escriure i interpretar el seu propi treball. Cap al final de la dècada, gèneres com el pop barroc, sunshine pop, bubblegum pop i el rock progressiu van començar a popularitzar-se.
A més a més, la dècada de 1960 va veure com la música funk i soul augmentava en popularitat; el rhythm and blues en general va continuar sent popular. La fusió d'R&B, gòspel i el rock and roll original va ser un èxit fins a mitjans de la dècada. A banda de la popularitat de la música rock i R&B als anys seixanta, la música llatinoamericana, jamaicana i cubana van assolir un cert grau de popularitat al llarg de la dècada, amb gèneres com Bossa nova; el txa-txa-txa, l'ska i el calipso també van ser populars.
Des del punt de vista clàssic, la dècada de 1960 també va ser una dècada important, ja que va veure el desenvolupament de la música clàssica electrònica, experimental, jazz i contemporània —sobretot el minimalisme i la improvisació lliure. A Àsia, diverses tendències van marcar la música popular dels anys seixanta. Al Japó, la dècada va veure augmentar la popularitat de diversos grups de música popular occidentals com els Beatles. L'èxit de la música rock i les bandes al Japó va iniciar un nou gènere, conegut com a Group Sounds, que va ser popular a la segona meitat de la dècada.
A Europa, la Nova Cançó, inspirada de l'ambient de protesta, va cantar per primera vegada en català tot i la censura. La idea va sortir del continent i es va instal·lar a Xile on s'hi va cantar contra les dictadures llatinoamericanes. Als anys seixanta, finalment, la cúmbia va entrar a Xile i va deixar un impacte durador en la música tropical d’aquest país.

## Món

### Invasió britànica

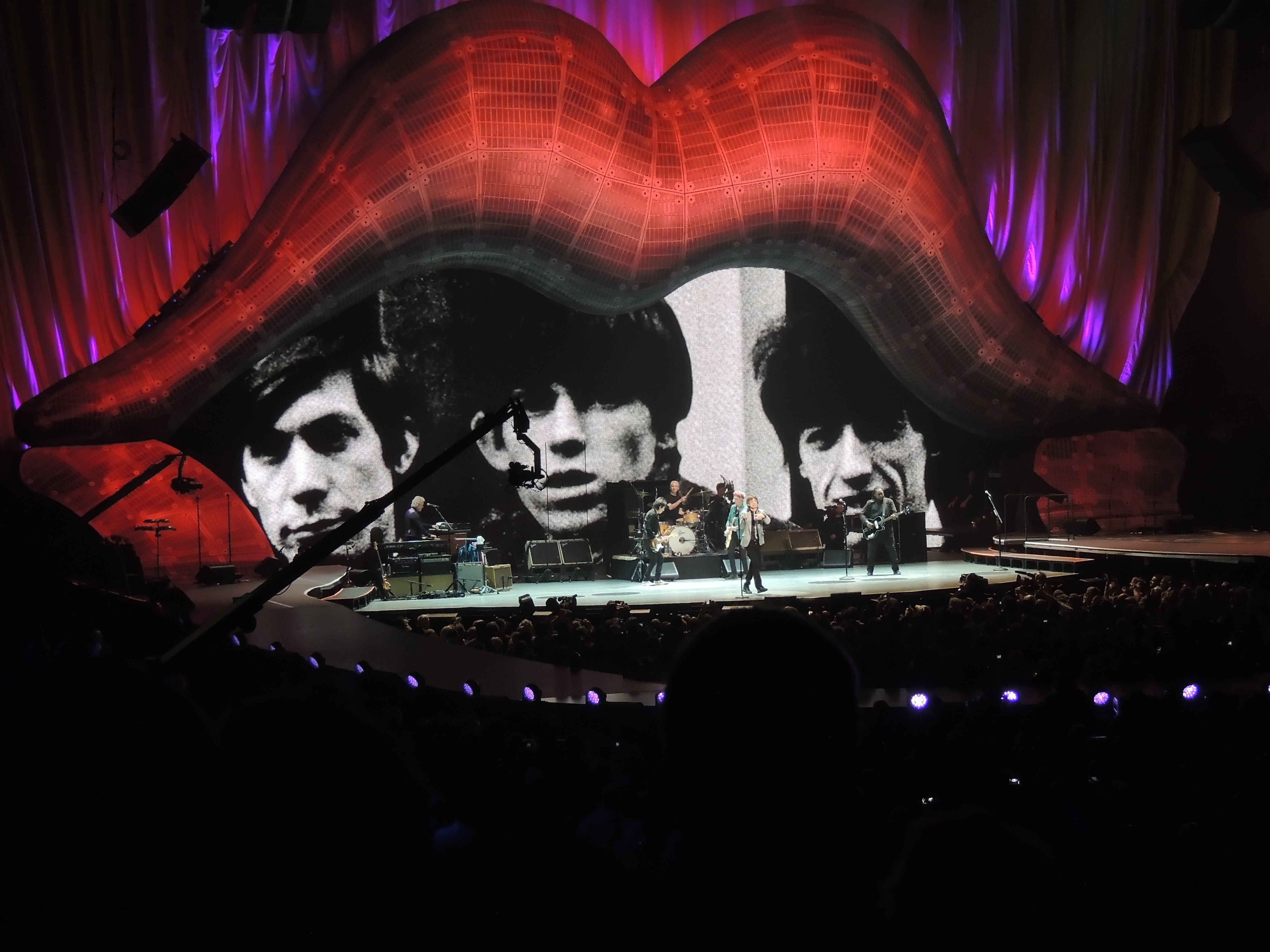
The Rolling Stones, Prudential Center

A la dècada dels 1960 tot de condicions obren el camí a l'anomenada música beat. El rock'n'roll que havia fet èxit a la dècada anterior, s'instal·la a les oïdes dels anglesos, escocesos i gal·lesos. Contràriament a allò que havia succeït als Estats Units, escoltar música negra no era mal vist, no tenia cap mena de connotació pejorativa ni política de cap mena. El Regne Unit és un país en què hi ha bastant més tolerància que no pas a Amèrica. Per això la música blues, jazz i rock'n'roll tenen facilitat de penetrar entre el públic de tota mena.
Londres, Liverpool o Manchester són ciutats amb barris baixos de població jove. És població blanca i tothom al país viu les conseqüències de la post-guerra. Cal reconstruir allò que s'havia destruït i tota una generació, illetrada musicalment, se sent identificada amb el rythm and blues estatunidenc. La improvisació és una clau de volta perquè va permetre a la joventut d'anar experimentant.
El rock i pop actuals són hereus d'aquesta època. Hi ha un batibull de joves que experimenten al Regne Unit amb els sons del rythm and blues. Políticament, el Regne Unit perd les seves colònies i a manca de tenir cap imperi més a fora, el pop dels Beatles, el blues rock dels Rolling Stones i el rock dels The Who exporta d'alguna manera el seu soft-power. Les ciutats britàniques són aleshores un lloc ideal. Els bars, els pubs i tot de locals nocturns acullen la generació beats. S'hi experimenta i, en obtenir èxit, es retorna aquest nou so als Estats Units on hi fa un gran furor. Allà s'acaba imposant la música beat i s'anomena aquesta tendència d'"invasió britànica".
El rock'n'roll cau aigua avall i la música beat s'exporta arreu del món amb un èxit aclaparador. Els Estats Units es deixen seduir fàcilment perquè l'establishment havia fet tots els possibles per tal que el rock'n'roll se suavitzés. Es mira de "reencaminar" els rockers cap a vides més ortodoxes, cançons més suaus. L'ambient racial hi pot. Però l'emergència de grups de rock com ara The Who, capaços de carregar-se les guitarres elèctriques en mig de l'escenari, creen un xoc de visions. La música britànica contribueix tot de cop a canviar les mentalitats.
La música beat s'estén tot sovint per la decadència del skiffle, als principals centres urbans del Regne Unit com ara Liverpool, Manchester, Birmingham i Londres. Això va ser particularment cert a Liverpool, on s'ha calculat que hi havia al voltant de 350 grups diferents en actiu, sovint tocant en sales de ball, sales de concerts i clubs. Les Beat bands van estar fortament influenciades per Big bands americanes de l'època, com Buddy Holly i els Crickets (grup del qual els Beatles van derivar el seu nom), així com grups britànics anteriors com els Shadows. Després de l'èxit dels Beatles al Regne Unit a partir del 1962, diversos intèrprets de Liverpool van poder seguir-los a les llistes d'èxits, inclosos Cilla Black, Gerry i els Pacemakers. Entre els beats amb més èxit de Birmingham hi havia Spencer Davis Group i The Moody Blues. S'hi pot incloure altres grups londinencs que es van beneficiar del boom beat d’aquesta època com ara els Rolling Stones, els Yardbirds, Freddie and the Dreamers i els Kinks. El moviment beat va proporcionar la majoria la majoria d'èxits a les llistes de pop estatunidenques. Provenien totes de la invasió britànica.
Al Londres boig pels Beatles hi va néixer un grup nou, els Rolling Stones, que varen retornar al rock l'esperit rude i rebel que havia caracteritzat els seus inicis. Les poses sensuals de Mick jagger, la provocació, el gran talent, els varen tornar en els nous nois dolents, des de la mort d'Elvis Presley. La manera de vestir d'Els Rolling simbolitza el seu inconformisme, el seu desig de rebel·lió. De fet, el mateix Jagger i Keith Richards varen ser empresonats per tinença de drogues. No varen complir una pena molt llarga, però fou suficient per donar-los una imatge rebel. Els joves anglesos, escocesos o gal·lesos dels anys seixanta, amb el seu cabell curt, robes elegants, motos italianes i amor pel jazz i els Who, eren coneguts com els mods, diminutiu de "modern". Moderns, certament, però un xic violents, perquè rebutjaven la tradició i eren ben sovint responsables de grans batudes al carrer entre mods. Moltes baralles tenien el pentinar o la roba com a causa de disputa, s'exaltaven els periodistes.

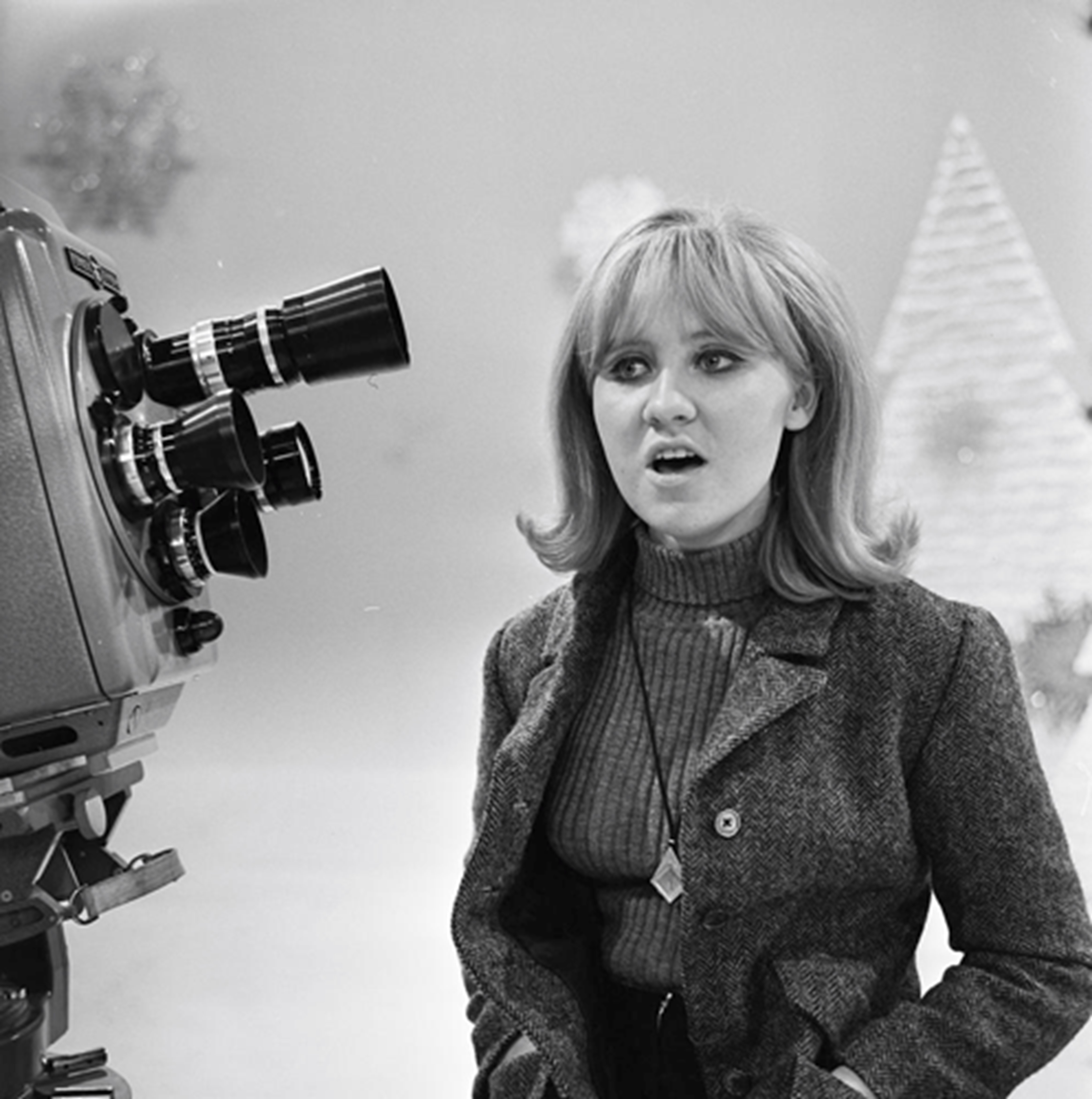
Lulu el 1965 al programa Fanclub, de la televisió neerlandesa

A finals de 1962, l'escena rock britànica havia començat amb grups de ritme com els Beatles que prenien una àmplia gamma d'influències americanes, inclosa la música soul, el rhythm and blues i la música surf. Inicialment, van reinterpretar les cançons més estàndard del país. Aquests grups van acabar infonent les seves composicions de rock originals amb idees musicals com més anava més complexes d'un so distintiu. A mitjan 1962, els Rolling Stones van marcar tendència amb un blues compost de rock, juntament amb grups com The Animals i The Yardbirds. Durant el 1963, els Beatles i altres grups de beat, com The Searchers i The Hollies, van assolir una gran popularitat i èxit comercial.
El rock britànic va obrir la seva popularitat als Estats Units el gener de 1964 amb l'èxit dels Beatles. "I Want to Hold Your Hand" va ser el primer èxit número 1 de la banda a la llista Billboard Hot 100, iniciant d'aquesta mena la invasió britànica. La cançó va entrar a la llista el 18 de gener de 1964, al número 45 abans de convertir-se en el número 1 durant 7 setmanes i va durar un total de 15 setmanes a la llista. La seva primera aparició a The Ed Sullivan Show el 9 de febrer es considera una fita en la cultura pop estatunidenca. L'emissió va atreure aproximadament 73 milions d'espectadors, en aquell moment un rècord per a un programa de televisió als Estats Units. Els Beatles s'han convertit en la banda de pop-rock més venuda de tots els temps i han estat un model per nombroses bandes britàniques.
El guitarrista d'Els Yardbirds, Eric Clapton, va tenir moltes topades amb la banda perquè els considerava massa comercials i volia ser dins una formació més blues rock. Després d'anar-se'n del grup, forma una altra banda per finalment encetar carrera en solitari. Les mateixes pràctiques que havien sorgit durant l'auge del jazz tornen a repetir-se. Es formen bandes, un dels membres se'n desentén i resol separar-se'n per encetar una carrera en solitari. La banda sense el membre separat deixa de tenir tot l'èxit i es desfà.
Durant els dos anys següents, Chad & Jeremy, Peter & Gordon, The Animals, Manfred Mann, Petula Clark, Freddie and the Dreamers, Wayne Fontana and the Mindbenders, Herman's Hermits, The Rolling Stones, Troggs & Donovan tindrien un o més single seus al número 1. Altres èxits que van formar part de la invasió van ser els The Kinks i The Dave Clark Five.
La invasió britànica va ajudar a internacionalitzar la producció de rock and roll, obrint la porta a intèrprets anglesos, escocesos, gal·lesos i irlandesos a assolir l'èxit mundial. Per als Estats Units, sens dubte, va significar el final d'aquell pop crooner que havia estat dominant les llistes d'èxits durant gairebé tres dècades. També va afectar grups de jazz com els Fats Domino, èxits del rock'n'roll com ara Chubby Checker i fins i tot va descarrilar temporalment l'èxit d'artistes mítics com ara Elvis Presley. La British Invasion també va tenir un paper important en l’aparició d’un gènere diferent de música rock, d'un gènere diferent per al pop i va consolidar la primacia del grup de rock, basat en guitarres i bateria, produint per cantautors.

#### Beatlemania

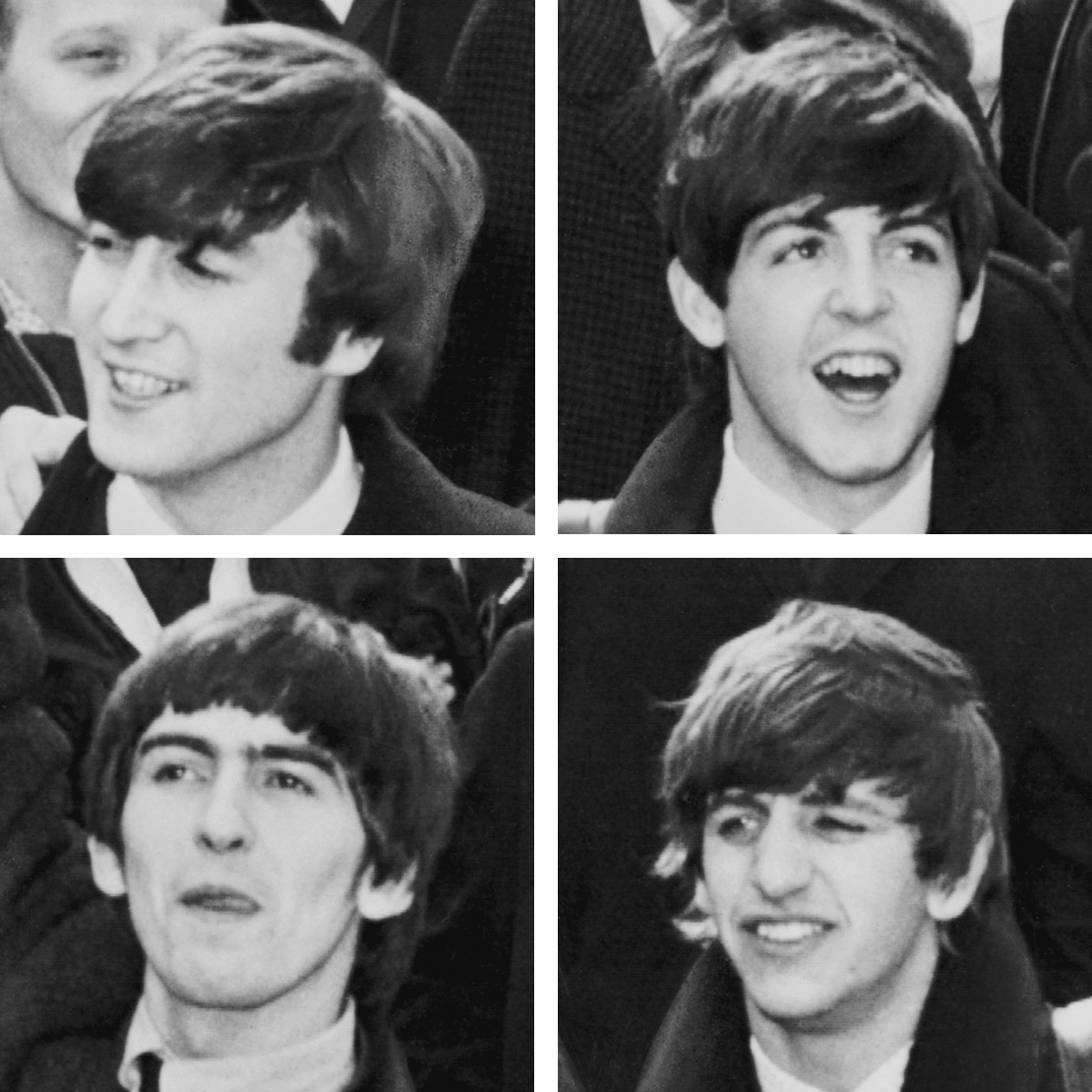
Fotografia de cadascun dels membres d'Els Beatles

Al principi dels anys seixanta la música pop va patir una nova revolució del tot inesperada que arribava d'Anglaterra. Els Beatles, un grup format per quatre joves dels barris pobres de Liverpool, que van créixer escoltant Chuck Berry i Elvis Presley, macos, plens de vida i compromesos, varen crear un estil nou de pop, basat en acords que cap altre abans no havia somiat tocar i amb ritmes forts, molt marcats. Era un pop del tot diferent, avui podem parlar de primer pop-rock. A tots els països occidentals, els joves van identificar-s'hi i es varen convertir en un model a imitar, definint una nova moda. Es coneix amb el nom de "beatlemania" el fenomen fans que va desprendre els Beatles a Europa i la resta del món. Era el primer cop que s'havia vist res semblant al vell continent. Els joves es rebel·len contra la mentalitat victoriana. Volen ballar com els Beatles, vestir com els Beatls, pentinar-se con els Beatles, cantar com els Beatles, trobar l'amor com els Beatles, etc. Tot com és Beatles. Aquest és un efecte que es reprodueix d'ençà a tot èxit pop al món. La música anglosaxona s'expandeix amb un nou model per al planeta. Permet fer canviar les mentalitats, promou el canvi de costums amb la música, l'esplai del sexe, la vestimenta i el so "pop" que deriva de "popular culture" o "cultura popular".
El grup havia començat la seva carrera musical tocant en clubs de dubtosa reputació a Hamburg. Brian Epstein els caça i després de canviar-los l'estil de vestir i presentació, se'n fa mànager i els llança a l'èxit. Abans d'això tocaven per a mariners borratxos, però el seu nou tallat de cabells, lleugerament més llarg, els feia diferents. El 1962, els Beatles actuaven a la Caverna, un famós club nocturn de Liverpool, excavat als soterranis del ferrocarril britànic. Va ser allà on van començar a col·lectar un cert èxit. El coronel Tom Parker, mànager d'Elivs Presley, va ser el primer que va servir-se de la imatge d'un artista rock per promociar productes comercials. Brian Epstein va seguir el seu exemple amb els Beatls. Però, així i tot, el grup no estava complet abans del 1962. És aleshores que Ring Stars s'incorpora donant-hi un ritmes de fons.
El primer disc dels Beatles tenia la influència harmònica vocal d'Everly, el so de guitarra de Chuck Berry, el falset de Little Richard. Les lletres de cançó són banals. Es parla de l'amor, perdut, guanyat. Aquest és un altre model que imita tot bon cantant del pop actual. Lletres no sempre molt profundes, sense espai a pensar gaire, un so reprès en part d'altres precedents musicals, tot un programa de màrqueting al voltant i molta "fanmania".
Singles d'Els Beatles:
| - 1962 My Bonnie/The Saints - 1962 Love Me Do/P. S. I Love You - 1963 Please Please Me/Ask Me Why - 1963 From Me To You/Thank You Girl - 1963 She Loves You/I'll Get You - 1963 I Want To Hold Your Hand/This Boy - 1963 The Beatles Christmas Record - 1964 Can't Buy Me Love/You Can't Do That - 1964 A Hard Day's Night/Things We Said Today - 1964 I Feel Fine/She's A Woman - 1964 Another Beatles Christmas Record - 1965 Ticket To Ride/Yes It Is - 1965 Help!/I'm Down - 1965 We Can Work It Out/Day Tripper - 1965 The Beatles Third Christmas Record - 1966 Paperback Writer/Rain | - 1966 Eleanor Rigby/Yellow Submarine - 1966 Pantomime: Everywhere It's Christmas - 1967 Strawberry Fields Forever/Penny Lane - 1967 All You Need Is Love/Baby, You're A Rich Man - 1967 Hello, Goodbye/I Am The Walrus - 1967 Christmas Time (Is Here Again) - 1968 Lady Madonna/The Inner Light - 1968 Hey Jude/Revolution - 1968 Christmas 1968 - 1969 Get Back/Don't Let Me Down - 1969 The Ballad Of John And Yoko/Old Brown Shoe - 1969 Something/Come Together - 1969 The Beatles Seventh Christmas Record - 1970 Let It Be/You Know My Name (Look Up The Number) - 1995 Free as a Bird/Christmas Time (Is Here Again) - 1996 Real Love/Baby's In Black |

L'èxit aclaparador d'Els Beatles fa que la seva discogràfica, Northern Songs, en mans de Brian Epstein, posi en marxa la màquina de fer diners. Sota el model Beatle produeix més i més grups com ara Gerry and Parcemakers, Freddie and the Dreamrs, Cilla Balack. Aquesta darrera és la primera dona que s'atreveix a cantar en un pop diferent a aquell que s'havia apreciat abans d'això. Un altre precedent atès que tot al llarg de la història sorgeixen còpies més o menys aconseguides dels Beatles. Els Jackson Five o els Kinds on The Block. En efecte, la beatlmania és d'inspiració per a les discogràfiques i sota aquesta model s'inventa les boybands i girlbands. Als Països Catalans, per exemple, un estil proper varen ser Els Pets, Amelie, Vuit o Okey Ok.
Tot seguit alguns exemples de bandes que lleguen d'Els Beatles:

- 2be3 a França
- Aventura a la República Dominicana
- CNCO als Estats Units
- Backstreet Boys als Estats Units
- Blue a Anglaterra
- Spice Girls a Anglaterra
- TLC als Estats Units
- D'Nash a Espanya
- G-squad a França
- Darrazar a Portugal
- Bandana a l'Argentina
- L5 a França
- Jonas Brothers als Estats Units
- *NSYNC als Estats Units
- O-zone a Romania
- Westlife a Irlanda
- Sweet California a Espanya
- Amelie als Països Catalans
- Anonymous a Andorra
- Hurricane a Sèrbia
- ONE a Xipre
- Tereza Kerndlová a la República Txeca
- BTS a Corea
- Black Pink a Corea
- E-girls al Japó
- A1 a Noruega
- Just 5 a Polònia
- 365 Daband a Vietnam
- Reik a Mèxic
- Morat a Colòmbia
- Mercurio a Mèxic
- Menudo a Puerto Rico

La música d'Els Beatles, l'estil de Mary Quant i les fotografies de David Bailey, varen convertir Londres a la dècada dels seixanta en un dels llocs més estimulants i captivadors del món, la capaital global d'un moviment cultural d'avantguarda que definia una nova concepció de l'art i la moda. Se l'anomenava la "Swinging London". En el transcurs d'aquesta dècada frenètica, els dissenyadors anglesos van promoure la idea que els objectes quotidians, des d'obrellaunes fins a rentadores, a més de funcionals havien de ser bells en la seva forma. Alhora, els joves artistes afirmaven que les expressions populars, inclosos els còmics, els anuncis, el disseny gràfic, la ciència-ficció i les pel·lícules B, podien ser veritable art i considerades com a tal. Rere doncs dels Beatles hi ha una expansió de la societat del consum. Moltes estrelles britàniques del rock des de John Leannon fins Keith Richards dels Rolling Stones, van estudiar en escoles d'art britàniques. Twiggy, prima com un fil, va ser la model de la moda, un símbol del Londres pròsper, amb els seus vestits de Mary Quant. Quelcom que es traslladà a Europa a la música yé-yé. La Mery va donar un gir a la moda, tot inventant la minifaldilla, símbol de la revolució sexual. L'estiu del 1968 aquesta onada britànica va contribuir al Maig francès, una revolta contra la rigidesa anterior, el purisme i religiositat imperants.
L'any 1969 els Beatles van entrar en crisi. El nou mànager crea desavinences entre John Lennon i McCartney. En Lennon, a més a més, s'ha aficionat a la música solista després de casar-se amb la japonesa Yoko Ono. Les desavinences no se superen i el grup es desintegra. Una notícia que va ser rebuda molt malament. Es podria parlar de drama social perquè la separació va desencadena tota una enfurismada general al Regen Unit. John Lennon va debutar una carrera en solitari exitosa si bé no va arribar mai a atènyer la beatlmania. La seva mort va ser altre cop sonada. Va ser assassinat de cinc trets efectuats per un fan malalt psicològicament a l'entrada de l'edifici on residia. La mort va circular per la premsa del món sencer i va obrir tot un debat sobre la seguretat dels artistes. D'ençà que tot cantant o artista cèlebre es protegeix amb guardaespatlles.

#### Elbritishblues boom
A la dècada dels 1960 el blues comença a perdre importància als Estats Units. És un gènere que es troba cap per avall. En risc de desaparèixer de les ràdios i dels circuïts, tot un conjunt de grups britànics joves com ara els Fleetwood Mac, els The Animals o Canned Heat, adopten amb força entusiasme el blues per fer-lo canviar de forma amb una fusió entre rock i blues.
La importació de música blues al Regne Unit va contribuir a l'emergència del blues rock. Els joves dels barris pobres, sense educació, abandonen l'escola i a manca de tenir cap indret més, s'allisten ben sovint a escoles de música. El blues és un gènere no necessita tampoc una gran saviesa musical. Els grups de beat britànics queden del tot enamorats per aquest so. Agafen l'instrument i miren d'improvisar.
A diferència del jazz, el blues havia quedat molt identificat al públic original. Això no li permetia eixamplar la base. De no haver estat per Europa, el gènere hauria desaparegut amb molta certesa. El públic europeu havia idealitzat els artistes de blues. Muddy Waters és el primer guitarrista que va tornar a exportar el blues als Estats Units amb un so elèctric l'any 1958. John Mayall, Alexis Korner i Graham Bond van reconvertir-se al blues. La descomposició dels grups beats en forma de carreres en solitari els converteix al blues rock com és el cas de Zed Zeppelin, exmembre dels Yardbirds, Eric Clapton, Jimmy Page, John Paul Jones, etc.
La gran empenta, però, la va presentar els Rolling Stones. Tot prenent el nom d'una cançó de Muddy Waters, Mick Jagger i Keith Richards s'uneixen per formar una nova banda, que incorpora de mica en mica nous membres. El 1963 consoliden la formació amb cinc membres. Aporten aleshores una nova energia adolescent, amb cançons molt més madures. Es tornen en un model a imitar, del qual surten Slim Harpo, Big Bill Broonzy, Sonny Boy Williamson o John Maya'lls Bluesbreakers. També cal posar en relleu a Pretty Things, Jeff Beck, Manfred Mann, Them, ZZ Top, Jefferson Airplane, Janis Joplin, Johnny Winter, the J. Geils Band, The Allman Brothers Band, Lynyrd Skynyrd o Jimi Hendrix.
Al seu torn, els amants del rock'n'roll veuen en aquest blues rock una degradació del "missatge" original del rock'n'roll. Resolen cultivar la vella guàrdia amb tota una estètica que l'acompanya. Cuirs, motos harley, botes negres, etc, són un grup que fa rivalitat amb els mods. Tots dos no componen. Els uns, defensors sense causa del rock'n'roll, els altres, mods, molt xaves, de les escoles d'art, defensors de la novetat, també sense causa. És la vella escola contra la nova o la nova contra la vella. Tant hi fa. Els uns dels Club 59, els altres, adeptes a la Carnaby Street de Londres.
L'anomenat marxandatge al voltant de les estrelles del pop prové precisament d'aquesta època i aquestes tendències que poden apreciar-se entre el públic jove. Les cases de disc així com les mateixes botigues de records veuen un bon filó en aquesta subcultura que es torna hegemònica. Per això fan fabricar pòsters, banderes, roba, calçat, gots i tot de complements dels grups de música britànics.

### Música soul
A la dècada dels 1960 i entre les turbulències de les protestes a favor dels drets civils, contra la Guerra del Vietnam, els Estats Units veuen néixer un nou gènere derivat del rythm and blues: el soul, ànima en anglès. Se'l considera ben sovint un gòspel laic perquè efectivament és un derivat del gòspel d'església amb lletres sexuals. Davant l'èxit de la música beat britànica, la comunitat afroamericana va resoldre treure el gòspel fora de la religió. El resultat és el soul, que neix realment de la iniciativa de Ray Charles qui per primer cop interpreta a "I got a woman" un gòspel amb lletres no religioses. Els artistes de gòspel ja eren objecte de fenòmens fans de l'església en fora. La histèrica torna a reproduir-se amb el soul.
El primer artista soul en tenir èxit va ser Sam Cooke, antic membre del grup de gòspel Soul Stirrers. Després de treure a la venda "You send me", Bob Dylan inspira un gir de mestre al seu repertori i és llavors quan el soul es torna un gènere independent degut a lletres que aborden problemes i temàtiques socials. La veu cantada i les temàtiques abordades donaven la sensació de parlar directament des del cor i d'aquí tenim el terme "soul". La paraula l'encunya un dels pioners del soul, Solomon Burke.
El gènere presenta en aquesta època el model de grup musical provinent dels doo-woop. Es tracta d'un gènere més de l'R&B que va tenir molt èxit a la dècada dels 1950. Es caracteritza pel fet que es compon d'un grup de cantants que entonen mentre ballen lleugerament davant el públic. Potencien una manera diferent d'entendre els coristes. Els cors havien estats practicats pel pop crooner però en l'àmbit blanc no deixaven de ser simples lectors de partitures. Amb la música soul els coristes prenen una altra dimensió. Ballen i acompanyen el cantant en un mateix pla de manera que els coristes es fusionen dins el gòspel i el soul amb el cantant mateix. Això era del tot innovador atès que fins aleshores les Big band de jazz proposaven un solista tot sol amb micròfon de peu mentre la banda tocava els instruments rere seu. El pop, per la seva banda, amagava els coristes. El doo-woop proposa tot el contrari i això mateix va ser reprès pels cantants de soul.
És un gènere força dominat per les dones. The Supremes varen ser el primer grup femení de soul però a la llista se'n compten molts. De conformitat amb l'ambient masclista d'època, els grups femenins rebien noms acabats en "ette" que en català caldria traduir per un diminutiu. Això indica que es feia de la dona un artista secundària. Tanmateix, les cançons de soul són obertes, amb un contingut d'alliberament molt profund. Denuncien la injustícia i es tornen novament en l'ànima dels negres reprimits als Estats Units.
Les estrelles indiscutibles del soul estatunidenc van ser Aretha Franklin i James Brown. Tanmateix cal subratllar igualment altres grans cantants de soul d'època com ara Steve Cropper, Donald Duck Dunn, M.G.s., Eddie Floyed, Wilson Pickett, Otis Redding, Steve Wonder, Marvin Gaye, etc. Steve Wonder ha estat molt apreciat arreu del món i avui gaudeix d'una reputació molt preuada. La cara del soul va ser la discogràfica Motwon ja que es va convertir en un monopoli. Tot allò que editava era un èxit assegurat. La divulgació del soul de Motwon va contribuir a fer canviar les mentalitats racials de l'època. Es podria dir que gràcies a aquesta discogràfica hi notem una indústria naixent contemporània amb les línies actuals de tota promoció d'artista pop.
Aquest model de música R&B es troba rere el mític grup d'on va sortir Michael Jackson: els Jackson Five. Era un grup d'adolescents que cantaven per la Motwon. Van tenir un èxit espectacular i fins i tot després d'haver abandonat la seva discogràfica originària, el grup va continuant venent fins al final dels 1970. La trajectòria dels Jackson Five ha estat molt seguida per la carrera en solitari d'en Michael Jackson. Mestre de la música pop dels 80 i 90, la seva vida conflictiva i la polèmica que va generar veure'l amb pell blanca de sobte a la televisió, han estat els pilars del primer "nen estrella" que neix sota els focus i mor encara amb els focus dirigits cap a ell. Els Jackson Five varen ser un model a imitar. El tipus de grup d'estil doo-woop amb balls a l'escenari i sense cap músic rere seu, s'ha tornat el model actual per a la música pop.

### Cançó protesta
La dècada dels 1960 és prou innovadora com per poder-ho condensar tot en un únic paràgraf. Per això mateix es fa difícil condensar igualment allò que va representar la cançó protesta, fins i tot allò que l'origina. Hi havia un ambient molt experimental. L'establishment dels Estats Units incitava als joves tot just començar la dècada a abandonar el rock'n'roll, massa contestatari, massa nou, massa poc ortodox, per la música folk, és a dir, per la tradició musical estatunidenca.
La música tradicional dels Estats Units pren forma de country o "hilliby", com s'anomenava aleshores. És el producte de la síntesi entre balada pop, balls i cançons folklòriques procedents de les nacions celtes i de música folklòrica d'Europa de l'est, com la romaní. La introducció del jazz tot just començar el segle XX introdueix a aquesta base ritmes i estructures d'origen africà. El blues i el gòspel hi donen el toc final. Aquest country s'havia assimilat a comunitat rural, a les expressions dels Apalatxes. Era vista com un tipus de música simplista, d'illetrats, d'alguna manera, el "blues dels pobres blancs".
Vet ací alguns noms més sonats de la música folk rock i folk tradicional de la dècada: Kingston Trio, the Weavers, Pete Seeger, Woody Guthrie, Odetta, Peter, Paul and Mary, Joan Baez, Bob Dylan, The Byrds, Judy Collins, Leonard Cohen, Joni Mitchell, Carolyn Hester, Phil Ochs, Tom Paxton, Buffy Sainte-Marie, Dave Van Ronk, Tom Rush, Fred Neil, Gordon Lightfoot, Ian and Sylvia, Arlo Guthrie, etc.
De voler orientar el públic cap a aquest tipus de música, l'establishment dels Estats Units va aconseguir-ne tot el contrari. En efecte, els joves experimenten amb aquest gènere i el combinen amb el pop-rock que prové de moltes formacions beat britàniques. La influència que va exercir el blues rock va ser probablement decisiva. Bob Dylan o Guthrie són les figures més emblemàtiques perquè inauguren les primeres "cançons protesta". Es tracta d'un tipus de música amb un alt contingut polític. Denuncien la deriva dels governs, la corrupció, donen una gran importància al pacifisme, a la lluita no armada contra les injustícies, etc. Quelcom d'un gènere del tot desconegut emergeix als Estats Units i prendrà de totes totes la Guerra del Vietnam com a arma de batalla. Els hippies, moviment pacifista generat d'aquestes cançons, critica l'Imperialisme americà i les morts que produeix dins com a fora del país per culpa de Vietnam i les ambicions imperials de qui governava l'anomenada "Amèrica".
The Byrds són els primers a entonar un folk rock, però els segueixen els Eagles, Flying Burrito Brothers, entre més. L'onada no es deixa esperar i a Europa, més concretament a França, sorgeix tot un moviment contestatari, l'anomenat Maig francès. L'alliberament sexual es posa en marxa. Els 1960 es tornen en una dècada de compromís polític i grans esperances per als joves del bloc capitalista. En aquest decenni van néixer els moviments estudiantils, la lluita pels drets civils dels afroamericans, liderada per Martin Luther King, etc. Es va adreçar una croada per la igualtat dels drets, i sobretot, per la igualtat d'oportunitats en l'educació, el treball, etc. Les dones reivindiquen poder votar i participar en la política, de poder sortir de casa i treballar, com tot home.
Un dels instruments més cotitzats a la cançó protesta d'aquesta època va ser l'harmònica i la seva gran estrella associada, l'Stevie Wonder. El llegendari cantant i autor de soul, va demostrar ésser un harmonicista dotat als dotze anys només. El seu disc Fingertips va ser la primera pedra d'una llarga carrera de prop de 50 anys d'activitat. L'harmònica, però, és un instrument que s'incuba des del segle xix. Pren aires totalment renovats a l'entre-guerres i es torna popular amb Bob Dylan, Little Walter, entre més.
Tard o d'hora, però de forma ben segura, els coffe-bars s'ompliren de música contestatària amb cantants pioners. Bob Dylan, Joan Baez, Fred Neil, Jim Mc Guinn. Dylan escandalitza l'opinió pública. Va estudiar a Minnesota però el 1960 abandona l'escola i s'endinsa en la subcultura local. Influenciat pels moviments d'esquerra, cal recordar que som en plena Primera Guerra Freda, troba amistat amb Guthrie. A Nova York experimenta amb el blues. Al seu primer àlbum, llançat el 1961, demostra un gran activisme pels drets civils i, tot seguit, es deixa conèixer al festival folk de Newport. Es torna conegut i és llavors quan l'opinió pública descobreix com la cançó protesta acompanya el moviment dels drets civils.

#### L'era dels concerts

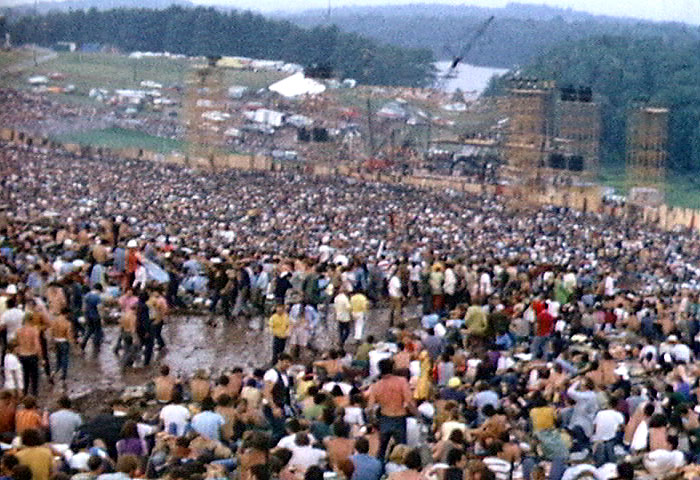
Festival de Woodstock, agost 1969

Els primers a estrenar un concert varen ser els Beatles. Ho varen fer a l'estadi Shea Stadium, Nova York. Som l'any 1965 i aquesta primera experiència, nodrida de fans histèriques, es torna en un fet habitual de la música contemporània. Woodstock, l'any 1969, és el concert més emblemàtic de la dècada i dona la imatge per a les dècades posteriors. Es podria dir que el concert són els nous locals per escoltar música, els qui substitueixen les esglésies i els teatres de la música clàssica.
El festival de Woodstock va ser enregistrar per Martin Scorcese, un geni del cinema, fet que indica ja força la importància que va tenir. L'esdeveniment va tenir lloc durant tres dies en què s'hi va apreciar una onada de gent, gairebé un miratge de població que va acudir-hi a sentir l'èxit de la música popular, l'èxit, d'alguna manera, del jazz que s'havia originat a principis del segle i havia donat lloc a aquest rock tan enganxós que havia hipnotitzat a tota la joventut del bloc capitalista.
L'ambient de fira de Glastonbury amb llocs per menjar, d'acampada i de frec a frec va generar tot un desig a celebrar més festivals. D'aquest desig s'ha fet d'ençà inumerables festivals arreu del món. Hi ha hagut festivals caritatius, festivals de música electrònica, de música dance, de pop, de rock, etc. Al món lusòfon hi destaca principalment Rock In Rio mentre que als Països Catalans podem destacar el Sònar. D'aquesta experiència en surten també els tours que són les gires amb concert dels artistes que més èxit tenen. Del pop fins a allò llatí passant pel rock o el jazz, els concerts són avui un esdeveniment obligatori de tota la indústria de la música.
Esdeveniments majors de la dècada:
- A finals de la dècada, el Monterey Pop Festival i el Woodstock Music Festival representarien la contracultura nord-americana.
- L’artista de rock llatí Carlos Santana té popularitat al llarg de la dècada.
- George Harrison desenvolupa un interès per la cultura Hare Krishna, afegint influència índia a la música dels Beatles, incloent l'ús d'un sitar. El reggae comença a popularitzar-se en aquest moment.
- El 1969, els Rolling Stones van organitzar l'Altamont Free Concert.
- Cançons com "Summertime Blues" i "Eve of Destruction" tracten de fer crítica de la guerra i les incoherències d'ésser major per fer la guerra i no tant per beure alcohol
- Algunes cançons com "Blowin 'in the Wind" de Bob Dylan aborden el Moviment pels Drets Civils.

### L'estiu de l'amor

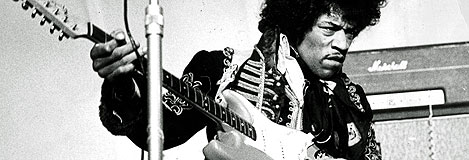
Jimi Hendrix, 1967

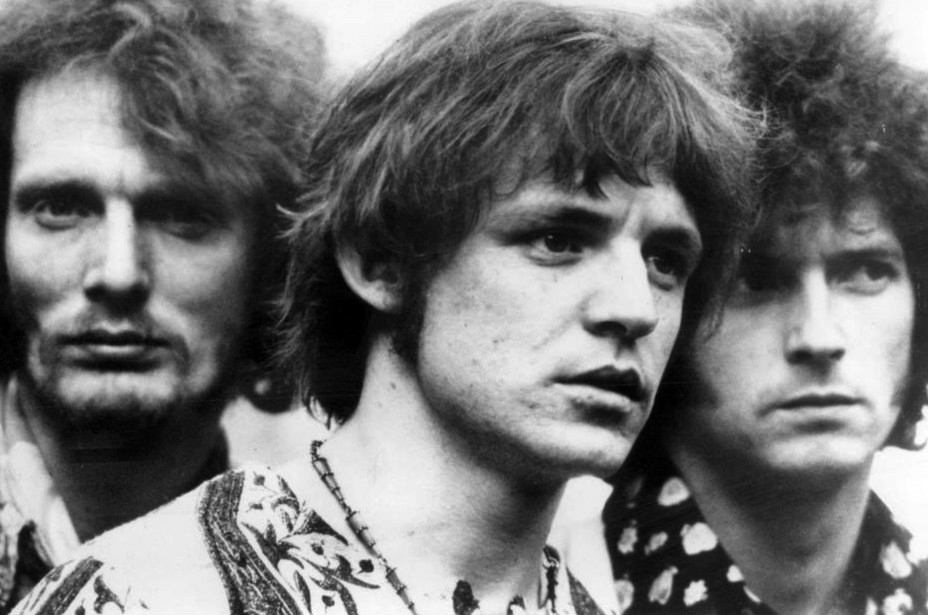
La banda britànica Cream el 1966

El descontentament i la insatisfacció, d'altra banda, que una dècada abans havien provocat actituds rebels entre el jovent, donaren lloc a la dècada optimista dels seixanta a despertar-hi un desig de construir una societat alternativa, basada en els valors de l'amor, l'espiritualitat i la propietat compartida dels béns.
Aquesta idea va néixer i es va desenvolupar a Califòrnia i va estar associada al moviment de rock Rock psicodèlic, el qual sostenia que era possible adquirir un coneixmeent més profund del jo a través del consum de drogues. El rock es va convertir en l'un dels mitjans principals per transmetre aquest punt de partença. Les bandes de califòrnia varen crear un rock àcid, amb l'objectiu, entre més, d'acompanyar l'ús de substàncies al·lucinògenes. Aquestes mateixes van resistir-se a participar en els sistemes i els mètodes generals de la indústria discogràfica, ja que sentien que estava massa corrompuda pels diners.
Després d'un període de tranquil·litat durant l'administració Kennedy, l'actuació dels EUA a Vietnam es va intensificar a partir de 1965 amb bombardeigs aeris a Vietnam del nord i l'enviament de tropes de terra de combat. Això no obstant, molt aviat el país va quedar desolat pels horrors de la guerra i la impressió que l'objectiu real no era la llibertat del poble vietnamita, sinó la defensa dels interessos de qui governava. És així com tot un moviment contra el conflicte surt del no-res i fa d'aquest rock psiquiadèlic la seva arma de lluita. És clar que, el govern, gens pragmàtic i ambiciós, com tot imperi, va carregar amb armes de foc contra els manifestants més d'un cop.
Són propis d'aquest rock Grateful Dead, Jefferson Airplane, The Doors, Jimi Hendrix, Blue Cheer, Iron Butterfly, Cream, The Doors o Pink Floyd. El primer grup que va fer rock psicodèlic va ser els 13th Floor Elevators de Texas, a finals de 1965; produint un àlbum que deixava clara la seva direcció. El grup de Los Angeles, The Doors, es va formar el 1965 després d'una reunió casual a Venice Beach. Tot i que el seu carismàtic cantant Jim Morrison va morir el 1971, la popularitat de la banda ha perdurat fins als nostres dies. L'estil de vida psicodèlic ja s'havia desenvolupat a San Francisco des de l'any 1964, i, els productes més destacats de l'escena psicadèlica eren Grateful Dead, Country Joe and the Fish, la Great Society i Jefferson Airplane.
Jimi Hendrix és sens dubte el "geni de la guitarra elèctrica". Va tenir un paper fonamental a la història del rock. Era un jove afroamericà de Seattle que tenia un do sorprenent per a la guitarra. Era caàç de reproduir pràcticament qualsevol so i de crear-ne altres de nous gràcies als avanços tècnics que acabaven tot just de sorgir. En Hendrix, rebel per naturalesa i lliurat a l'alcohol i les drogues, fou dels primers artistes a sentir instintivament que els dies d'esperança arribaven a la fi. La seva música va reflectir fidelment aquest desassossec. Va tornar el blues del vell estil en un so dur, enutjat i ensordidor. La seva mort està envoltada de misteri. La versió oficial diu que va morir al seu apartament de Londre mentre dormia el 18 de desembre de 1970, ofegat pel seu propi vòmit després d'una sobredosi de tranquil·litzants.
El rock psicodèlic va assolir el seu apogeu els darrers anys de la dècada. Als Estats Units, l'estiu de l'amor va ser posposat per l'esdeveniment Human Be-In i va assolir el seu punt àlgid al Monterey Pop Festival, aquest últim ajudant a convertir en grans estrelles nord-americanes de Jimi Hendrix i The Who. Entre els enregistraments clau cal incloure Surrealistic Pillow de Jefferson Airplane i Strange Days de The Doors. Aquestes tendències van culminar al Festival de Woodstock de 1969, que va veure actuacions de la majoria dels principals actors de la música psicodèlica, però al final de la dècada el rock psicodèlic estava en retirada. El Jimi Hendrix Experience tour es va trencar abans de finals de la dècada i molts artistes supervivents es van allunyar de la psicodèlia per convertir-se a un "rock d'arrel" més bàsic.

## Amèrica

### Quan el rock surt del garatge

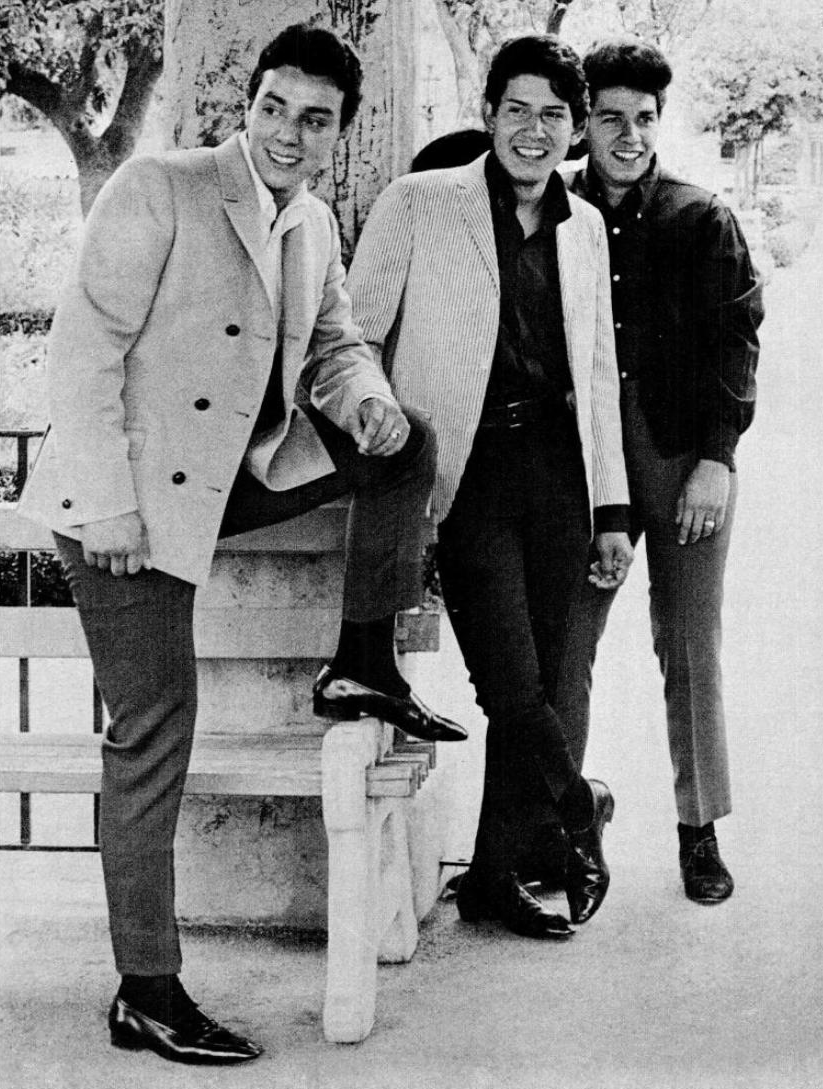
Cannibal & the Headhunters, exemple de banda de rock de garatge

El rock de garatge és una forma més bruta de música rock, particularment freqüent a Amèrica del Nord a mitjan anys seixanta. Rep aquest nom perquè va ser particularment tocada en garatges familiars. És la conseqüència de la invasió britànica als Estats Units. Els joves agafen la guitarra i assagen als garatges de casa. Les cançons sovint giren al voltant dels traumes de la vida de l’institut, amb lletres sobre desencontres amorosos, particularment habituals. Les lletres i el so són notablement més agressius del que era habitual en aquella època, sovint amb veus que xisclen o criden, dissolent-se en crits incoherents com s'aprecia amb The Sonics. Anava des de la música bruta d’un acord (com The Seeds) fins a la qualitat d’un músic proper a l'estudi (inclosos els The Knickerbockers, The Remains i The Fifth Estate). També hi va haver variacions regionals en moltes parts del país amb bandes florents, especialment a Califòrnia i Texas. Els estats del nord-oest del Pacífic de Washington i Oregon tenien potser el so regional més definit.
L'estil havia estat evolucionant a partir d'escenes regionals ja des del 1958. "Louie Louie" de Kingsmen (1963) és un exemple del gènere en les seves etapes formatives. Cap al 1963, els singles de les bandes de garatge varen entrar a les llistes nacionals, com ara Paul Revere and the Raiders (Boise), The Trashmen (Minneapolis) o The Riviera (South Bend, Indiana). En aquest primer període, moltes bandes estaven fortament influenciades pel surf rock i hi va haver una pol·linització creuada entre rock garatge i frat rock, de vegades vist com un subgènere del rock de garatge.
Milers de bandes de garage existien als Estats Units i al Canadà durant l'època i centenars van produir èxits regionals. Tot i haver contractes amb grans discogràfiques regionals, la majoria eren fracassos comercials. Generalment s’accepta que el rock de garatge va assolir el seu punt culminant tant comercialment com artísticament cap al 1966. El 1968 l'estil va desaparèixer en gran part de les llistes nacionals i a nivell local a mesura que els músics aficionats hagueren d'anar a la universitat. Els nous estils sorgits del blues rock com el rock progressiu varen substituir el rock garatge. A Detroit el rock de garatge va romandre viu fins a principis dels anys 70, amb grups com el MC5 i the Stooges, que utilitzaven un estil molt més agressiu. Aquestes bandes van començar a identificar-se a un punk rock i ara se solen veure com proto-punk o proto-hard rock.

### La televisió fabrica estrelles del pop

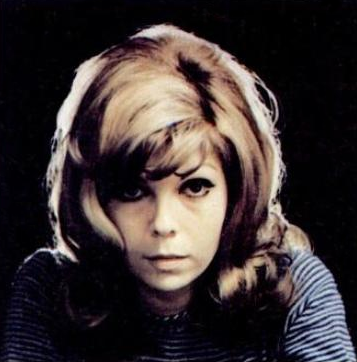
La Nancy Sinatra va ser una cantant pop molt destacada als 1960.

La invasió britànica va tenir un efecte del tot innovador i original per a la indústria de l'audiovisual. En efecte, la cadena de televisió estatunidenca NBC va llançar la primera sèrie de televisió juvenil que crea un grup de pop o pop-rock, catapultat tot seguit a les llistes d'èxits musicals del país. Tot inspirant-se de l'experiència acumulada amb els Beatles, es crea The Monkees. El grup de joves es fa conèixer a A Hard Day's Night. La combinació de música i televisió va ser un negoci molt ben rodat que ha estat reprès tot al llarg de la història. Dona diners a la cadena però també a les discogràfiques. Totes dues en surten guanyant i amb la venda de productes derivats els guanys s'incrementen per doble.
Ara bé, aquesta fórmula tampoc no era nova a la dècada dels 1960. Cal tenir en consideració que una dècada abans, el rock'n'roll és projectat a les pantalles dels cinemes dels Estats Units. La indústria del cinema crea pel·lícules d'adolescents en què hi col·loquen protagonistes cantants. Elvis Presley és la imatge més aclaparadora d'això mateix.
Gerry Goffin i Carole King es converteixen en un duet molt influent en la música pop, escrivint nombrosos èxits, la qual cosa inclou la primera cançó que va arribar al número u per part d'un grup de noies, les Shirelles "Will You Love Me Tomorrow", i el número u de 1962, "The Loco-Motion" que va ser interpretat per Little Eva. "Sugar Sugar" es converteix en un gran èxit gràcies a The Archies, tot definint el pop bubblegum.
L'arribada dels Beatles als Estats Units es va fer principalment gràcies a la televisió. El públic estatunidenc els coneix a través de programes musicals que lideren les audiències de les televisions del país. Certament, la combinació entre televisió, cinema i música no podia trigar molt a produir-se i és això mateix el que representen els The Monkees. A banda, cal dir que el so pop crooner desapareix i és substituït pel pop-rock dels Beatles, si bé hi va haver lloc per al twist, un tipus de ball que va ser molt difós mercès a Chubby Checker, The Midnighters o Hank Ballard.
Avui, com s'ha dit, segueixen havent-hi grups de música que surten de la televisió. Repassem-ne els més destacats:
- Grups dels 1990:
  - Tess, conegudes per Al salir de classe (Espanya)

- Grups dels 2000:
  - UPA Dance, coneguts a Un paso adelante (Espanya)
  - S Club 7, coneguts a S Club 7 (Regne Unit)
  - RBD, coneguts a Rebelde (Argentina)
  - Dzrt, coneguts a Morangos com açúcar (Portugal)
  - Just Girls, conegudes a Morangos com açúcar (Portugal)
  - 4 Taste, coneguts a Morangos com açúcar (Portugal)
  - 18 RDC, coneguts a la sèrie 18 (Espanya)

- Grups dels 2010:
  - Big Time Ruch, coneguts per la sèrie del mateix nom (Estats Units)

A la vegada, tal com passava amb el cinema, les bandes sonores de moltes sèries de televisió acaben esdevenint èxits arreu del país i fins i tot projectant artistes que de cap altra manera es farien escoltar. És el cas dels Despistaos coneguts a Espanya per la sèrie Física o Química, i, també dels Jonas Brothers coneguts per Jonas LA. En aquest sentit, si la televisió o el cinema no fabriquen les estrelles, aquestes cerquen les sèries i les pel·lícules per engrandir encara més els seus guanys. Ha estat el cas de la boyband francesa 2Be3 que va llançar als 1990 la seva pròpia sèrie de televisió, la "Pour être libre" o, també, les Spice Girls amb pel·lícula pròpia, així com els cantants de la primera edició d'Operació Triunfo amb "OT, la película".

### El blues boom als Estats Units
EL blues rock s'importa als Estats Units mercès al guitarrista Lonnie Mack, però el gènere va començar a desplegar-se a mitjans dels anys 60 a mesura que penetrava l'onada britànica de música rock. Entre els artistes clau es pot parlar de Paul Butterfield, Canned Heat, Jefferson Airplane, Janis Joplin, Johnny Winter, J. Geils i Jimi Hendrix.
Grups de blues rock com The Allman Brothers Band, Lynyrd Skynyrd i, finalment, ZZ Top dels estats del sud, van incorporar elements country al seu estil.

### El rock'n'roll envaeix les platges californianes

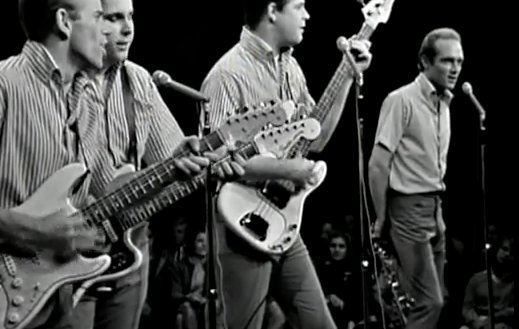
The Beach Boys, 1964

A principis dels anys seixanta, el rock'n'roll va assumir una forma diferent i popular als estats del sud dels EUA. A les platges de Califòrnia principalment, hi va manifestar-se la "música surf" caracteritzada per un so gairebé totalment instrumental. Fa servir intensivament la reverberació a les guitarres. Combinat amb amplificadors, el resultat evocava imatges de surf i platja. El gènere es desenvolupa precisament a les platges dels estats del sud i guanya el món sencer gràcies als The Beach Boys.
Molts pensen que "Movin 'and Groovin" de Duane Eddy és el principal aspirant a establir-ne les bases, mentre que d'altres afirmen que el gènere va ser inventat per Dick Dale a "Let's Go Trippin'", que es va convertir en un èxit a tota Califòrnia. A mitjans de la dècada de 1960, els Beach Boys, que utilitzaven harmonies pop complexes sobre un ritme bàsic de surf rock, havien emergit com el grup dominant de surf i van ajudar a popularitzar el gènere. A banda, grups com The Ventures, The Shadows, The Atlantics, The Surfaris i The Champs també van ser grups de música surf molt populars.

### El retorn a les arrels
El root rocks volia representar un retorn a les arrels. És considerat actualment un subgènere del rock però aleshores era sobretot un moviment. És el terme que es fa servir per descriure l'allunyament als 1960 dels excessos del rock psicodèlic vers una forma més bàsica de rock'n'roll que incorpori les seves influències originals, particularment el country i la música folk. Aquesta actitud condueix a la creació del country rock i el rock sudista.
El 1966, Bob Dylan va encapçalar el moviment "root rocks" quan va anar a Nashville per enregistrar-hi l'àlbum Blonde on Blonde. Aquest, i els discs posteriors, s'han vist com la creació del gènere del country folk, una ruta seguida per diversos músics folk, en gran part acústics. D'entre els artistes que van seguir la tendència cap a un retorn als bàsics dins el country rock van ser The Band i Creedence Clearwater Revival. El moviment va veure carreres en solitari dins el country rock com ara Ry Cooder, Bonnie Raitt i Lowell George, i va influir en el treball d'intèrprets consolidats com els Rolling Stones amb "Beggar’s Banquet" (1968) i els Beatles amb "Let it be".
L'any 1968, Gram Parsons enregistra Safe at Home amb la International Submarine Band, sens dubte, el primer vertader àlbum de country rock. Més endavant, s'uneix a The Byrds, considerat un dels enregistraments més importants del gènere. The Byrds varen continuar en la mateixa línia, però Parsons els va deixar per unir-se a Chris Hillman, formant d'aquesta manera els Flying Burrito Brothers, els quals van ajudar a donar respectabilitat i paràmetres al gènere.
El country rock va ser particuylarment popular a Califòrnia, on moltes bandes com els Heats & Flowers, Poco, New Riders of the Purple Sage, The Beau Brummels i Nitty Gritty Dirt Band s'hi varen sumar. Alguns intèrprets també van gaudir d'un renaixement adoptant sons country, fet que inclou a Ricky Nelson, líder de Stone Canyon Band, Monkee Mike Nesmith i Neil Young. The Dillards formen part dels qui es convertiren a la música rock, però els èxits més sonats del gènere varen venir a la dècada posterior, als 1970, amb artistes com ara The Doobie Brothers, Emmylou Harris, Linda Ronstadt i Eagles.
Dins el rock sudista es col·loca a The Allman Brothers Band com els pioners, fundadors. Amb una clara deriva del rock blues, però amb tocs de boogie, soul i country, trobaríem a artistes com ara Lynyrd Skynyrd, Dixie Dregs, Wet Willie i The Ozark Mountain Daredevils. Amb la separació dels Allman Brothers Band, el gènere cau aigua avall.

### El so llatí dels 60
A Amèrica Llatina, a banda de la "nueva onda" i de la "nueva canción", el gènere brasiler "bossa nova" que vol significar en català "cosa nova", es torna immensament popular tot just començar els seixanta.
Es tracta d'un so que sorgeix als barris exclusius de Rio de Janeiro i fusiona la samba amb el jazz cool. Antonio Carlos Jobim, João Gilberto, Astrud Gilberto i Vinicius de Moraes es van convertir en alguns dels artistes més coneguts del moviment Bossa Nova. The Girl From Ipanema, publicada el 1964, es va convertir en la primera cançó de Bossa Nova que va aconseguir elogis internacionals. El 1965 va guanyar un premi Grammy al millor disc de l'any. Un altre destacat grup de pop llatí va ser Sérgio Mendes & Brazil '66. Entre les seves cançons es trobaven "Mais Que Nada", "The Joker" i "Agua de Beber".
Tot i que la música salsa va començar a prendre forma a Nova York gràcies a artistes i altres comunitats hispàniques, la salsa no es va popularitzat a tota Amèrica Llatina fins ben entrats els anys vuitanta però paga la pena destacar-la ara mateix perquè és el seu moment de gestació. A banda, la victòria d'Astor Piazzola al primer Festival de Música Iberoamericà l'any 1966 amb el hit "Balada para un loco", va llançar el "nuevo tango".
Finalment, es gesta la "música cebolla" que es popularitza, però, als 1970 sobretot a Xile. L'impacte del bolero a Xile als 1960 va distanciar els gustos musicals de les classes socials, fins al punt que es va considerar la música cebolla marginal.

## Europa

### El blues boom a França

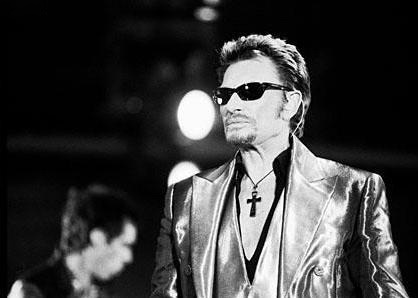
Johnny Hallyday, la primera estrella del rock francès

Fora del Regne Unit, el primer impacte de la música rock va tenir lloc a França. El rock'n'roll va ajudar a despaisatjar una mica tot el pop baladesc de la chanson. La cosa va girar al voltant d'allò que es considera actualment com el "temple del rock" a França: Golf Drouot. Allà s'hi varen produir tot d'artistes rock francesos i les discogràfiques feien del local nocturn un indret de caça-talents. Hi varen tocar grups com ara Five Rock o Les Pirates.
La introducció del rock a França va tenir les lletres majúscules mercès a Johnny Hallyday, nom artístic de Jean-Philippe Smet.
La seva primera aparició a la televisió fou el 18 d'abril de 1960 al programa "L'École des Vedettes", on s'hi va presentar amb la participació de Line Renaud i Aime Mortimer. El rock a França, però, va ser ràpidament censurat. L'any 1961 el Palais des Sports acull Johnny Hallyday. És un moment molt esperat. El cantant ha estat capaç de vendre un milió d'àlbums en només quatre mesos. Però la cosa degenera. Un grup de fans s'apallissen. El govern prohibeix aquest tipus de música.
Era el primer festival de rock a França. Hi havia d'actuar Little Tonny, Emile Ford & The Jaque Mate, Franki Jordan, Bobby Rydell. Tot seguint la pista de Hallyday, se succeeixen els "Noires Les Chaussettes" liderat per l'estrella de rock, Eddy Mitchell i "Les Chats sauvages", dirigit perr Dick Rivers. L'aparició del yé-yé va esfumar l'adaptació francesa al rock. Malgrat això, Hallyday es va transformar en un símbol i ídol de masses a França, encara venerat actualment. Després seu hi haurà lloc per Antoine, Jacques Dutronc, Nino Ferrer o Michel Polnareff.
Tot i les prohibicions, el rock havia fet salat a França i durant el Maig del 1968, moment de revolta contra l'autoritarisme estatal, les cançons protesta cantades en francès fan la seva gran aparició. La Dominique Grange és probablement una imatge icònica en haver fet de la cançó protesta una arma de llança durant el Maig francès. Contràriament a ella, la resta de cançons protesta estan deslligades el Maig francès encara que varen sentir-s'hi molt. Es poden destacar artistes com Julien Clerc, Serge Reggiani, Georges Moustaki, Jean-Michel Caradec, Dick Annegarn, Maxime Le Forestir, Léo Ferré, Collette Magny o Brigitte Fontaine. El Maig francès va permetre la difusió a gran escala de gèneres del tot nous, com el folk, el jazz, el blues, etc.

#### La música yé-yé
La cultura adolescent a França va ser motivada per la ràdio. Europe 1 era una ràdio molt escoltada per la joventut i dins el programa "Salut les copains!" difonia música provinent de la invasió britànica. El pop-rock britànic sedueix la població juvenil francesa i l'encant, la fascinació que produeix, porta molts grups francesos a voler fer pop amb tocs de blues, de jazz, de twist, etc. Inicialment trobem adaptacions de les cançons anglosaxones a llengua francesa. Petit detall, no es tradueix l'onomatopeia "yeah!" i pronunciat en francès dona "yé".
El programa de ràdio es torna en tot un èxit. Treu una revista al mercat dedicada únicament a la música yé-yé i tota l'onada britànica de rock. S'acompanya tot plegat de productes derivats, és a dir, el marxandatge. Queda format el moviment de la música "yé-yé". Es tracta d'un pop amb sonoritat rock'n'roll cantat en francès sota l'estructura de la música beat. Les lletres no són tan agosarades i el ritme potser no és tan frenètic però sedueix Europa. Espanya, Bèlgica, Luxemburg, Mònaco i finalment Suïssa es deixen emportar per la ventada "yé-yé".
A Europa les anomenades ràdios "perifèriques" com ara Ràdio Andorra, Ràdio Montecarlo o Ràdio Luxemburg posen de moda la cançó a la carta. Són l'aire de sospir per a la població. L'estat vol controlar les emissions de ràdio per d'aquesta manera dictar-ne el contingut, però també la manera de parlar. A Ràdio Andorra hi sonava ben sovint composicions de la Nova Cançó catalana i, això, ja és dir-ne tot pel que fa a la censura que exercia l'estat francès. Ara bé, eren ràdios un xic antiquades i per això Europe nº1 els va prendre força ràpidament el lloc amb la introducció dels top venda.
La televisió vol poder aprofitar-se d'aquest èxit i s'estrena el programa "Âge tendre et tête de bois". És una onada. Els joves creen clubs de fans dels seus cantants, vesteixen texans, beuen coca-coles, vesteixen samarretes, etc, la cultura estatunidenca ha pres el relleu i, fins i tot el vocabulari canvia. Els èxits (en francès "succès" -> "tube") són "hits" (en) i les vedettes (fr) es tornen "ídols" (en). Cal anotar que en cap moment al població francesa i europea en general veu l'onada britànica i estatunidenca com una imposició imperial. La gent cerca fins i tot la música beat perquè n'està fascinada.
El sociòleg Edgar Morin publica al mes de juny del 1963 un article a Le Monde. Parla de nou fenomen social i el qualifica de "yé", pronunciació de "yeah!". Aquest terme servirà a posteriori per designar tot el pop que va sortir de França a la dècada dels 1960. Hi comptem a Dick Rivers, Frank Alamo, Les Chats Sauvages, Sylvie Vartan, Françoise Hardy, Claude François, Billy Bridge, Jacky Moulière, Michel Delpech, Salvatore Adamo, François Deguelt, Alain Barrière, Eddy Mithcell o Richard Anthony. Imatge icònica a França: Claude François, reprès a l'infinit al país gal per les noves generacions.
De l'onada yé-yé la indústria de la música global hi deu les revistes per a adolescents. De la dècada dels 1990 fins als 2000 moltes editorials posen en marxa revistes dedicades a parlar dels ídols musicals de cada generació. A la península ibèrica cal destacar la Súper Pop o la Bravo, tant a Portugal com a la resta de nacions ibèriques, però, a França s'hauria subratllar a Fan De que és, d'alguna manera, la continuació de la revista de Salut les copains, així com la seva derivada dels 1960, Disco Revue.

### La Nova Cançó
Es podria dir sense cap mena de dubte que la vessant protesta a Europa de la cançó protesta estatunidenca es deu a la Nova Cançó. Els seus membres són hereus de la chanson française però motivats, certament, per un ambient contestatari a tot l'Europa del bloc capitalisme, s'animen a cantar en català i amb la base de la chanson. L'objectiu, fer front a la dictadura feixista hispànica que pretenia genocidar físicament i culturalment a les minories nacionals.
La Nova Cançó va suposar un gènere nou, diferenciat de qualsevol altre tipus de cançó existent fins aleshores en català, i amb una clara inspiració i influència de la cançó d’autor francesa i els seus representants il·lustres, com ara Georges Brassens o Jacques Brel.
La realitat existent va convertir la Nova Cançó en un vehicle de reivindicació idiomàtica i ètica democràtica. Els Setze Jutges van ser els guerrers de la Nova Cançó, els responsables de reivindicar una cançó en català i normalitzar-la
Vet aquí algunes de les cançons més sonades de la Nova Cançó:
- Ball llunàtic, de la Companyia Elèctrica Dharma
- Catalunya, comtat gran, de Rafael Subirachs
- Quan érem infants, de Delfí Abella
- Sota un cirerer florit, de Núria Feliu
- Homenatge a Teresa, d’Ovidi Montllor
- Paisatge de l’Ebre, de Teresa Rebull
- La cançó dels vells amants, de Guillermina Motta
- Torna, torna, Serrallonga, dels Esquirols
- L’home del carrer, de Francesc Pi de la Serra
- Tio Canya, Al Tall
- El gessamí i la rosa, d’Ia-Batiste
- L'estaca, de Lluis Llach

Va ser un moviment pacifista de protesta que va aconseguir reunir la resistència al feixisme hispànic a tots els Països Catalans. El 1959, al mateix temps que l’advocat Lluís Serrahima publicava l’article “Ens calen cançons d’ara” a la revista Germinabit, al País Valencià el jove Raimon perfilava la lletra de la cançó “Al vent” durant un trajecte en moto des de Xàtiva fins a València. L’article d'en Serrahima demanava als músics que fessin cançons actuals, que parlessin de les coses del dia a dia, que el que preocupava la societat tingués la seva cançó, tal com passava a França. Aquest va ser l’inici de tot plegat. Enmig d’això, idees, converses, intencions. El polifacètic Miquel Porter, Remei Margarit, Espinàs i el metge Delfí Abella van reunir un grapat de cançons pròpies l’any 1961, el mateix any en què Els Setze Jutges posarien fil a l’agulla. Guillem Fullana i Hada d’Efak, conegut com Guillem d’Efak, va ser un artista mallorquí excepcional, polifacètic i exòtic, que combinava poesia, blues, jazz i cançó popular mallorquina.
Probablement l’artista més representatiu del vessant reivindicatiu de la cançó protesta i les lletres catalanes és el cantautor valencià Ramon Pelegero i Sanchis, més conegut com Raimon, i és també qui ha tingut un reconeixement internacional més ampli de tot el domini lingüístic català. El maig de 1962 Edigsa va posar a la venda el primer disc de la Nova Cançó "Espinàs canta Brassens" i al mateix temps un de ballable cantat per Grau Carol acompanyat de la seva orquestra. El català era present no només en la cançó d’autor sinó també en la música ballable, de caràcter més popular. D’aquesta forma Edigsa va presentar diverses vessants per divulgar la Cançó catalana. Pete Seeger, Joan Baez o Woody Guthrie, com a referents, van crear el Grup de Folk i el maig de 1967 van organitzar un concert que va significar un enorme pas per a la música popular en català. És clar que tot plegat cal emmarcar-lo ben sovint en la clandestinitat, per la prohibició que exercia el règim feixista hispànic.
La Nova Cançó també va saber adaptar-se a les novetats provinents de la invasió britànica. Les primeres pinzellades de rock en català van ser a càrrec de grups com Els 4 Gats i Els Xerracs, o solistes com Francesc Heredero. Una altra formació, Els 3 Tambors, va ser la llavor del folk i va adaptar clàssics com “Puff, el drac màgic”. Guillem d’Efak i Núria Feliu interpretaren cançó tradicional, boleros, cuplets, jazz i estàndards nord-americans.
Joan Manuel Serrat va ser el jutge número tretze, i va fer camí sobretot a través de les cançons d’amor, que li van aportar molt d’èxit. El 1968 va optar pel bilingüisme, que l’ha convertit en un dels artistes més cotitzats de l’Estat espanyol.
Lluis Llach és un dels jutges mes joves. La seva "L'Estaca", single més destacat i reproduït del seu repertori, és actualment i, l'ha sigut també abans, cançó-himne i cançó protesta contra el totalitarisme que exerceix Rússia sobre Belarús, Txèquia, Eslovàquia, etc.

#### L'"Onda nueva" i la cançó protesta llatina
Al Regne Unit, influenciats per Phyl Ochs, Tom Paxton, Peter, Paul & Mary, hi ha un renaixement del folk, mercès a cantants d'ideologia marxista com ara Ewan MacColl o Bert Lloyd, acompanyats ben sovint per Peggy Seeger, germana de Pete Seeger. Ja vers el 1970, és Bob Dylan qui inspira els britànics, d'on surt Bert Janschm, Ralph Mc Tell, Steve Tilston, Christy moore, etc. A Amèrica Llatina, aquest so folk rock hi fa néixer una espècie de "nova cançó" cantada en castellà, primerament a Xile. Tot comença amb els festivals de la cançó que hi ha entre el món mediterrani i l'americà del sud. Per primer cop s'hi canta cançons en català, com a signe de resistència i protesta, provinents de la Nova Cançó. Amèrica Llatina pren nota, hi sorgeix la Nueva Canción mentre a Castella s'hi crea la "Canión del Pueblo". S'hi criticava les dictadures ambients, i, de Xile es trasllada a Argentina, amb Violeta Parra, Víctor Jara, Mercedes Sosa, etc. A tots aquests noms, dins l'àmbit de la "nueva onda" cal tenir consideració a Sandro de América, Sandro, Los de Fuego, Johnny Allon, Los Gatos Salvajes, Los Beatniks, Los Buhos, Los Shakers, Los Mockers, Los Iracundos, Los Mac's, Angelica Maria, César Costa, Enrique Guzmán. Del costat de la "nueva canción" se subratllaria a Bert Jansch o Almanac Singers.

### La rumba catalana a la conquesta d'Europa

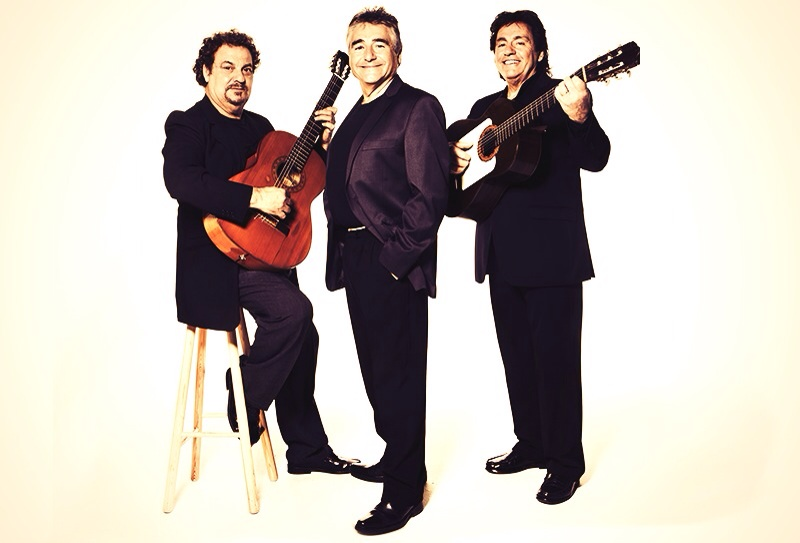
Rumba Tres, grup de rumba catalana

La primera rumba catalana no es cantava en català però era evidentment de la comunitat gitana catalana. Aquesta és la síntesi d'un fenòmens que es va generar probablement a la dècada dels 1940 però que no va explotar fins als 1960 de la mà de Peret i el Pescaílla. L'origen de la rumba catalana és discutit. Actualment hi ha cert consens en considerar a Peret la figura engendradora de la rumba catalana puix que se'l considera responsable de la seva forma actual.
La rumba catalana fa doncs salat a la dècada dels seixanta. Neix als barris baixos de Barcelona, com el Raval a partir de l'evolució de la rumba flamenca. A Europa no ha tingut èxit, però sí que va ser ben arribat al País Basc i Castella. En efecte, Peret es va presentar al Festival d'Eurovisió l'any 1974 amb "Canta y sé feliz". No va guanyar i el premi de la victòria va ser concedit als Abba. Aquell any s'hi havia presentat l'Olivia Newton-John, que encara no havia fet d'actriu a la pel·lícula Grease, la més reeixida que ha interpretat mai. En canvi, l'experiència de Peret a Eurovisió el va tornar en "cançó de l'estiu", fet que ens permet mesurar l'èxit que ha tingut la rumba catalana a Espanya.
La rumba surt així doncs dels Països Catalans per conquistar les ràdios de l'Espanya franquista dels seixanta. No es cantava pas en català, la llengua estava prohibida, però va fer les vaques grosses de Los Amaya, Las Grecas, Rumba Tres, Chango, el Linus, el Hueso o la Marelu. El règim feixista hispànic fa de la rumba catalana a mitjan dècada quelcom pròpiament hispànic, un salat castellà, d'arrels purament espanyoles. És propaganda i a la dècada dels 1970 tot aquest discurs cau pel seu propi pes. La rumba fa figa i tot i que no es va aconseguir cap repunt, hi va haver intents de dignificar-la amb èxit. No és fins als 1990 que la rumba catalana assoleix l'èxit a nivell internacional amb los Manolos i el seu hit "Amics per sempre".

### El cant italià
Des que Itàlia havia estat el centre de la música a tot Occident, moltes coses havien passat. Alemanya havia liderat durant el segle xix el romanticisme mentre que els Estats Units havien trencat amb el classisme al segle XX amb el jazz, el ragtime i tot el so negre del rythm and blues. A Itàlia hi ha tota una evolució que des del segle xix combina el cuplet i els ritmes ensucrats, però melòdics, del pop més crooner, per transformar-ho en un pop melancòlic, molt baladesc i ben característic d'Itàlia.
Tot comença al segle xix i durant les primeres dècades del segle XX s'hi gesta aquest pop. Durant la guerra, Itàlia introdueix la glòria imperial romana i una tendència ben masclista amb lletres properes a tot el discurs feixista de Mussolini. Això fa que després de les guerres, el país necessiti una nova cançó, un renovellament de dalt a baix del pop italià. És en aquest context i amb tot el bagatge anterior que sorgeix el Festival de San Remo.
És un concurs musical i tenia l'objectiu de donar un aspecte diferent al pop italià. Cosa dita, cosa feta. El nous aires amb el jazz i el rock duen la cançó italiana a dominar el continent europeu, si més no, tot el mediterrani que es deixa enlluernar per tota l'ensucrada italiana. Artistes com ara Tony Dallara, Adriano Celentano, Mina, Rita Pavone, Gianni Morandi, Gigliola Cinquetti, Ornella Vanoni, Iva Zanicchi, etc, es tornen en superestrelles.

### Eurovisió, l'edat d'or
Durant els 1960 i 1970 Eurovisió va viure el seu moment més àlgid, la seva època daurada, abans no caigui en decadència vers la dècada dels 1980 fins als 1990.
El concurs passa a celebrar-se els caps de setmana i la guanyadora de 1960, Jacqueline Boyer, representant de França, es torna en el primer artista que fa èxit a escala internacional. Multiplica els número 1 a França, Holanda, Regne Unit, Suècia, Luxemburg i Bèlgica. Per primer cop s'entrega el trofeu mitjançant un sistema de vots popular. El comptatge dels vots dona lloc habitualment a "zero punts" i això fa aparèixer l'expressió "score nul". Eurovisió era presentat en francès, llengua franca a Europa. Servia a França per exaltar el seu model de chanson vist que efectivament hi dominen les balades de tota mena.
L'Estat també convida Mònaco i Luxemburg a participar-hi, malgrat no que el primer no és reconegut com a estat a banda per l'ONU. És sobretot una manera de fer gala del seu paternalisme, de la doctrina dels "particularismes". Atès que són països francòfons, permetia fer del francès una llengua molt escoltada al certamen. L'any 1965 el festival és retransmès igualment als països de l'est i aviat incorpora a Iugoslàvia com a membre de ple dret. L'audiència potencial era aleshores de 150 milions de telespectadors.
"Poupée de cire" de France Gall, troba un èxit immens a tot Europa i, per primera vegada a la història del concurs, s'exporta més enllà d'Europa amb un èxit internacional de gran ressò. De mica en mica el concurs s'emet en colors, tot i que només sis països varen poder guadir del festival en colors: França, Alemanya de l'oest, Holanda, Regne Unit, Suècia i Suïssa.
A la dècada també s'estableixen algunes normes noves per al concurs atès que el sistema de vots havia derivat en no guanyadors. Efectivament, Espanya, França, Holanda i el Regne Units aconseguiren empatar amb 18 punts per cadascun. Són declarats vencedors tots a la vegada i es corregeix la tirada per als propers certàmens.

#### Pop estiuenc

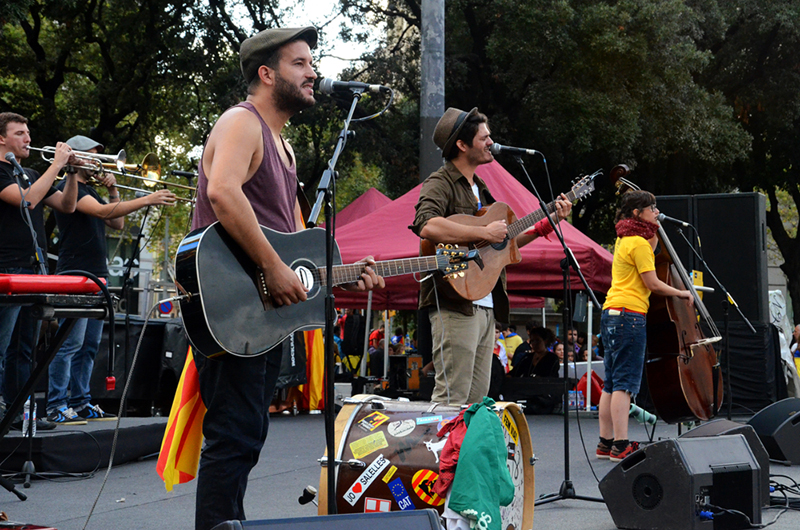
Els Catarres, grup amb cançons d'estiu als Països Catalans

A Europa el festival d'Eurovisió es va tornar durant dues dècades la fàbrica dels èxits de l'estiu. Un cop assolida la victòria, el guanyador tenia molts punts per tornar-se en cançó de l'estiu a tot Europa. La resta d'artistes, encara que no assolissin el premi, eren moltes vegades projectats a les ràdios i televisions nacionals de manera que també accedien a ser èxits d'estiu.
La cançó de l'estiu és un tipus de cançó que torna a cada estació estival i prové d'Itàlia. Està pensada per vendre milions de discs en l'espai de dos mesos només. Ha de ser una cançó alegre, rítmica i que sacsegi els malucs. Està pensada per anunciar l'estiu i acompanyar-nos-hi, així com una banda sonora que hauria de donar-nos alegria, celebrar les collites que ha donat la terra durant el laboriós treball de l'hivern. La cançó de l'estiu és doncs una cançó per gaudir.
A Itàlia el concurs de Sant Remo feia furor tots els hiverns i, de fet, les acusacions de trucatge dels vots a Eurovisió empenyen la televisió pública italiana a deixar el certamen europeu i concentrar-se en el Festival de San Remo, una màquina de fer diners i artistes. En efecte, l'Associació Italiana de Fonografia obre l'any 1964 les línies telefòniques i els correus a tot el país. El seu objectiu era que la gent votés la millor cançó per a l'estiu, crear una espècie de Sant Remo de l'estiu. Després de saber-ne el guanyador, la televisió i les ràdios es dedicaven a projectar-lo. D'aquesta pràctica, tot els països i nacions del mediterrani es posen a fabricar cançons de l'estiu i fins avui hi ha arreu del món cançons que cada estiu viuen un èxit espectacular per, passat dos mesos, caure en l'anonimat absolut.

Algunes cançons de l'estiu en català:
- Milionària, de Rosalia
- Tant de bo, de Suu
- Otra pal tigre, de Lildami
- Anorac, de Lildami
- Corre l'estiu, de Pepet i marieta
- Junts, de Projecte Mut
- Munta-t'ho bé, d'Els Pets
- Fes-te l'estiu, de La Soul Machine
- Viu l'estiu, d'El Pot Petit
- Perfectes, d'Els Catarres
- La rambla del poble sec, de Cesc Freixas
- Jenifer, d'Els Catarres
- Despertem el món, Koers
- On, de Wiskyns
- Vull saber-ho tot de tu, Love of Lesbian
- Aquí és estiu, de The Peppers Pots
- Gat rumberu, La Pegatina
- Una lluna a l'aigua, de Txarango
- Bright Side, de Stay Homas
- És superfort!, d'en Josmar
- Parem el temps, de Crossing

Algunes cançons de l'estiu internacionals:
- Amics per sempre, d'Els manolos
- Bomba, de King África
- Gangam style, de Psy
- Despacito, de Luis Fonsi
- María, Ricky Martin
- Dragostea Tin Dei, O-zone
- Lambada, Kaoma
- Born to be alive, Patrik Hernandez
- La macarena, Los del Río
- Barbie Girl, Aqua
- Coco Jamboo, Mr. Present
- Ai se eu te pego, Michel Teló
- Bad Girls, Donna Summer
- La isla bonita, Madonna
- These boots are made for walking, Nancy Sinatra
- Brown Eyed Girl, Van Morrison
- Waka Waka, Shakira
- Dança Kuduro, Don Omar ft. Lucenzo
- Daddy cool, Boney
- Elle Ella, Kate Ryan

## Àsia, Àfrica i Oceania

### Austràlia i Nova Zelanda
Els anys seixanta a Austràlia i Nova Zelanda van veure un interès creixent per com la música electrònica podia resoldre problemes tant de composició com més pràctics. Els compositors també absorbien idees d’ultramar, com la indeterminació i la música electroacústica, i les interpretaven en un context australià a respostes mixtes del públic local.
A principis de la dècada, Bruce Clarke va començar a tocar amb el nou sintetitzador Moog. Una vaga de músics el va portar a crear una banda sonora completament electrònica per a un anunci de cigarretes el 1963. Cineastes innovadors, com Arthur Cantrill i Dušan Marek, van utilitzar la manipulació de cintes, plats giratoris i tècniques d'instruments ampliats per crear bandes sonores per als seus curtmetratges. Val Stephen, un aficionat i metge de Melbourne, es va convertir en el primer australià a publicar música electrònica a nivell internacional.
Després de treballar entre les avantguardes musicals de París, el retorn de Keith Humble a Austràlia va ajudar a animar les institucions educatives a prendre's seriosament la música electrònica. L’obra experimental més destacada de Humble va ser la seva sèrie Nunique. Aquests grans esdeveniments multimèdia van comptar amb actuacions simultànies de grups de rock, quartets de corda i conjunts teatrals, tot segons diagrames de flux precisos.
Humble va muntar la Societat per a l’Interpretació Privada de Música Nova amb seu a Melbourne el 1966, proporcionant un espai d’actuació de suport per a joves innovadors tant dins com fora de l’acadèmia. Entre aquests, hi havia el trio McKimm / Rooney / Clayton, que des del 1964 incorpora partitures gràfiques i aspectes del serialisme a la improvisació del jazz. El jazz es radicalitzava al marge: John Sangster explorava conceptes de free jazz i Charlie Munro incorporava elements musicals orientals. Syd Clayton deixaria enrere el jazz per la recerca d’una nova forma de teatre musical experimental que incorporés actuacions casuals amb esports i jocs com a estructures musicals.
Van sorgir joves compositors, com David Ahern, inspirats inicialment en idees de les avantguardes europees i aplicant-les a icones australianes, com ara el capità Cook i Ned Kelly. Ahern viatjarà a Europa més tard als anys seixanta, on es trobà amb Stockhausen i Cardew, abans de tornar a casa amb idees més radicals que qüestionaven les premisses pròpies del compositor i la mateixa música.

### Músiques del món
A l'apartat de músiques del món de la dècada dels seixanta el lloc estrella és sens dubte per a l'Índia i Jamaica. Comencem primer amb el subcontinent indi. El país porta des de l'Edat antiga nodrint un paisatge molt diferent de l'Occident en quant a música. La música clàssica índia, per exemple, segueix normes establertes per idees filosòfiques antigues i principis espirituals hindús, la qual cosa la incorpora dins l'hinduisme. A l'Edat Mitjana, l'Índia escolta dos tipus de música, l'hindustànic i, la carnàtica. Tanmateix, el tipus de música més popular va venir del nord del país, el raga, un so que a Occident es qualificaria de dissonant però que forneix un ventall sonor encara més ampli que la música produïda a Occident.
És justament aquest raga el que entra en gran al festival de Woodstok l'any 1969. El responsable en qüestió va ser Ravi Shankar. És a la seva persona a qui es deu la internacionalització del gènere que tot al llarg de la història ha anat produint èxits al país i als veïns. El raga indi va ser font d'inspiració per a músics occidentals. George Harrison, per exemple, va utilitzar-lo per a cançons d'Els Beatles, com ara "Norwegian Wood" i per a l'àlbum "Revolver". Harrison va estudiar citar amb Shankar i acabaren tocant plegats a la dècada dels 1970. Fora de la música popular, Shankar ha recollit molt èxit dins l'àmbit més clàssic, amb composicions per a Philp Glass.
Actualment la música produïa a l'Índia ha incorporat sons estrangers i una certa evolució de la música clàssica pròpia. Això mateix és visible a les produccions cinematogràfiques de Bollywood. Dins de la música índia es pot subratllar a M. S. Subbulakshmi amb "Madhurasshtakam", Zakir Hussain, Alla Rakha, Ravi Shankar, A. R. Rahman, entre més. Finalment, encara caldria parlar dels instruments indis clàssics, com ara tot de gèneres diferents de guitarra, com el mandar, la sarinda o el citar. També caldria fer esment de les flautes com ara el shehnai, el bansuri o instruments tan fascinats com la vina mayuri.
Del costat de Jamaica, d'illa en illa, hom cauria amb el reagge, un so del tot nou a la dècada dels seixanta i que, no obstant, ha estat la base per a molts gèneres posteriors. El reagge parteix del rocksteady. En efecte, el rocksteady és un gènere musical nascut a Jamaica cap al 1966. Successor del ska i precursor del reggae, el rocksteady va ser conreat per conjunts vocals jamaicans com The Gaylads, The Maytals i The Paragons. El terme rocksteady vé d'un estil de ball esmentat a la cançó "Rock Steady" d'Alton Ellis. L'estil de ball del rocksteady és menys viu que no pas el del ska que el va precedir. El primer èxit internacional del rocksteady va ser "Hold Me Tight" (1968) del cantant de soul estatunidenc Johnny Nash, que va ser nº1 al Canadà.
L'èxit més sonat arreu del món va venir de la mà de Bob Marley i el seu "One Love". Posteriorment, caldrà afegir-hi més artistes, com ara Dave and Ansell Collins, The Wailers, Lee Perry, Burning Spear, Toots and the Maytals, Horace Andy, etc. Però, aquesta ja és una història que és a tocar de la dècada dels 1970. El reagge va ser un gènere que es gesta entre els seixanta i els setanta, amb un vertader boom cap a la segona dècada. Bob Marly va morir força jove, l'any 1981. Quatre anys abans recollia un èxit de masses a tot el món.

### Cantar a la independència
En sortir de la guerra, tota Àfrica es deixa endur pel moviment independentista. Les colònies s'emancipen d'Europa i comença un llarg període en què França, Holanda, Portugal, Bèlgica, Espanya i el Regne Unir han d'abandonar el territori africà, sota la tutela dels Estats Units que han volgut proclamar l'alliberament dels pobles. Tota una estratègia volguda per tal de treure-li guanys a Europa i assentar d'aquesta manera el nou ordre imperial.
Al món àrab les independències es van fer amb sang, amb bombes i, també, amb música. Mentre França es resistix a abandonar Algèria a cop de bombes i sang, la cantant Umm-Kulthum entona des del Caire. És la figura més emblemàtica de la independència africana. Estrella d'Orient, es va convertir en una icona de la cançó àrab en un moment procliu per a la música i les lletres. La independència d'Egipte va permetre un renaixement literari que va captar el públic africà.
Umm-Kulthum, que ha tingut dret a ser al cinema, va morir l'any 1973, just quan el món àrab pateix una gran crisi que ens porta als nostres dies. La cantant va viure les transformacions socials i polítiques d'Egipte. Va revolucionar la cançó àrab amb una barreja entre elements populars, agafats del seu origen rural, i tot d'elements moderns.